# Liste der Biografien/Pel
Liste der Biografien |
Portal Biografien |
Personensuche
# |
A |
B |
C |
D |
E |
F |
G |
H |
I |
J |
K |
L |
M |
N |
O |
P |
Q |
R |
S |
T |
U |
V |
W |
X |
Y |
Z |
?
 
Pa |
Pc |
Pe |
Pf |
Ph |
Pi |
Pj |
Pk |
Pl |
Pm |
Pn |
Po |
Pr |
Ps |
Pt |
Pu |
Pv |
Pw |
Py
 
Pea |
Peb |
Pec |
Ped |
Pee |
Pef |
Peg |
Peh |
Pei |
Pej |
Pek |
Pel |
Pem |
Pen |
Peo |
Pep |
Peq |
Per |
Pes |
Pet |
Peu |
Pev |
Pew |
Pex |
Pey |
Pez
Die Liste der Biografien führt alle Personen auf, die in der deutschsprachigen Wikipedia einen Artikel haben. Dieses ist eine Teilliste mit 746 Einträgen von Personen, deren Namen mit den Buchstaben „Pel“ beginnt.

## Pel
- Pel, David (* 1991), niederländischer Tennisspieler

### Pela
- Pelacchi, Giorgia (* 1998), italienische Ruderin
- Pélach y Feliú, Enrique (1917–2007), spanischer Geistlicher, römisch-katholischer Bischof von Abancay in Peru
- Péladan, Joséphin (1858–1918), französischer Schriftsteller
- Péladeau, Pierre Karl (* 1961), kanadischer Politiker
- Peláez Narváez, Ana (* 1966), spanische Behindertenaktivistin
- Peláez, Catalina (* 1991), kolumbianische Squashspielerin
- Pelaez, Emmanuel (1915–2003), philippinischer Politiker
- Peláez, María (* 1977), spanische Schwimmerin
- Peláez, Milton (1945–2006), dominikanischer Rockmusiker, Komponist und Komiker
- Pelaez, Pedro (1812–1863), philippinischer Priester der römisch-katholischen Kirche
- Peláez, Ricardo (* 1963), mexikanischer Fußballspieler
- Pelageja (* 1986), russische Sängerin
- Pelagia, syrische Büßerin und Schutzpatronin der Komödianten und Schauspieler
- Pelagius, christlicher Märtyrer, Stadtpatron von Konstanz (wahrscheinlich fiktive Person)Pelagius

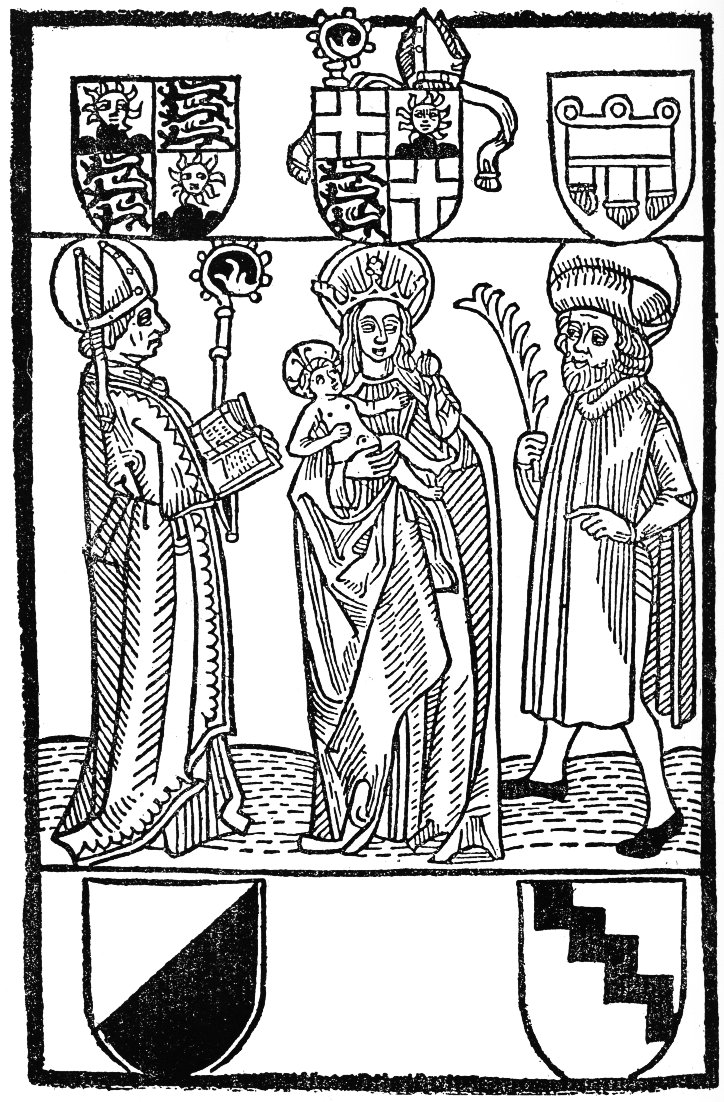
Pelagius

- Pelagius († 420), britischer Mönch, Häretiker, Gegner des AugustinusPelagius († 420)

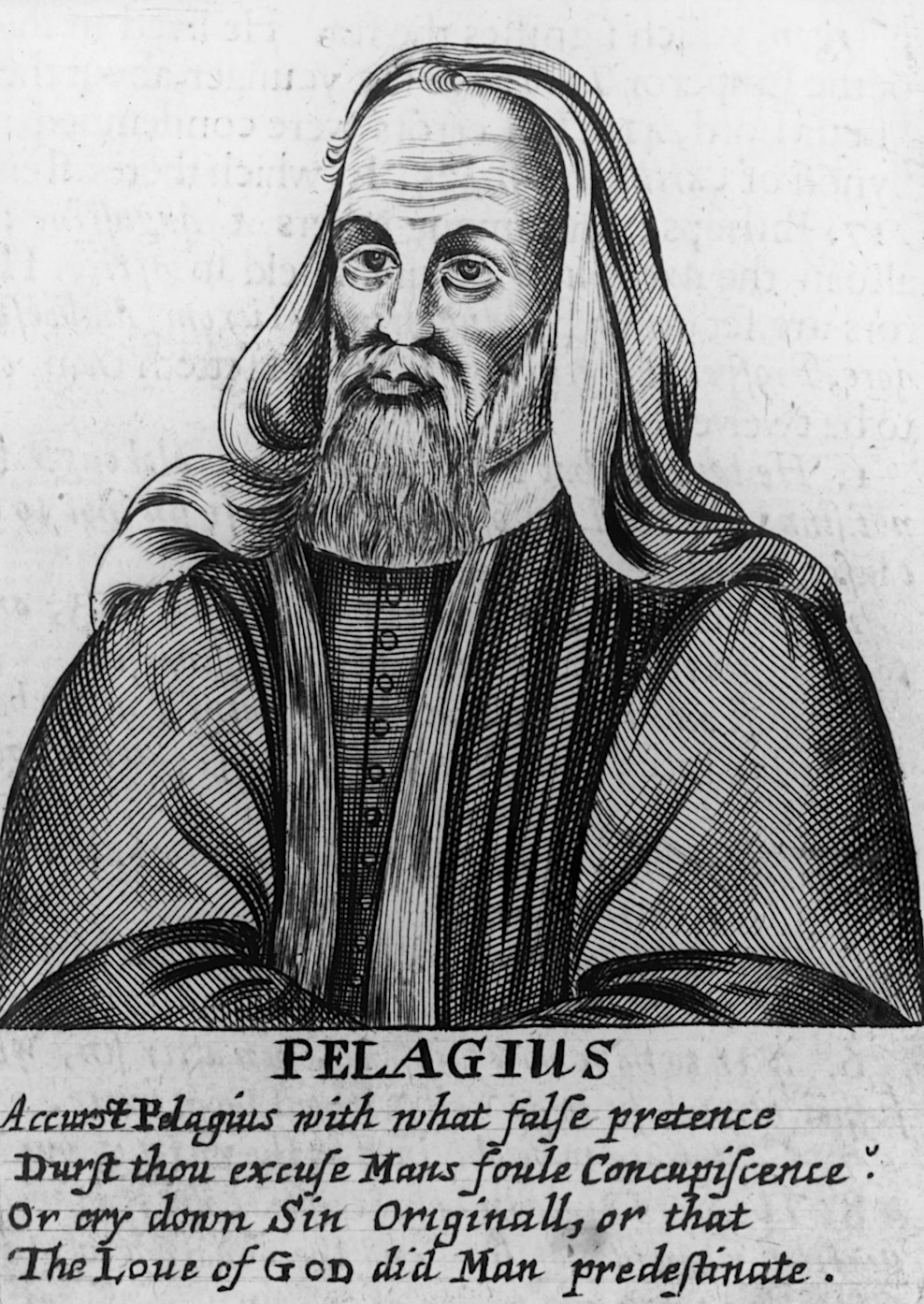
Pelagius († 420)

- Pelagius I. († 561), Bischof von Rom (556–561)
- Pelagius II. († 590), Bischof von Rom (579–590)
- Pelagius von Albano († 1230), Kardinal, päpstlicher Legat des 5. Kreuzzugs
- Pelagius von Córdoba, christlicher Märtyrer
- Pelagius, Alvarus († 1350), Ordensgeistlicher, Theologe und Bischof von Silves
- Pelagonius, römischer Veterinärmediziner
- Pelak, Albin (* 1981), bosnisch-herzegowinischer Fußballspieler
- Pelak, Andrew J. Jr. (1946–2021), US-amerikanischer Offizier, Generalmajor der US Air Force
- Peláková, Kristína (* 1987), slowakische Sängerin
- Pelant, Karel (1874–1925), tschechischer Journalist und Pionier der Esperanto-Bewegung
- Pelant, Sunnie (* 2009), US-amerikanische Schauspielerin und Tänzerin
- Pelantaro, Mapuche-Krieger
- Pelargus, Ambrosius († 1561), deutscher Dominikaner und Kontroverstheologe
- Pelargus, Christoph (1565–1633), deutscher evangelischer Theologe
- Pelargus, Gottlieb (1605–1672), deutscher evangelischer Theologe und Rhetoriker
- Pelargus, Hugo (1861–1931), deutscher Erzgießer
- Pelargus, Rudolf von (1853–1923), Senatspräsident beim Reichsgericht
- Pelargus, Wilhelm (1820–1901), deutscher Erzgießer
- Pelas, Lindsey (* 1991), US-amerikanisches Model und Schauspielerin
- Pelat, Roger-Patrice (1918–1989), französischer Unternehmer
- Pelâtre, Louis (* 1940), französischer Ordensgeistlicher, römisch-katholischer Bischof und emeritierter Apostolischer Vikar von Istanbul
- Pelayo († 737), König (oder Fürst) von AsturienPelayo († 737)

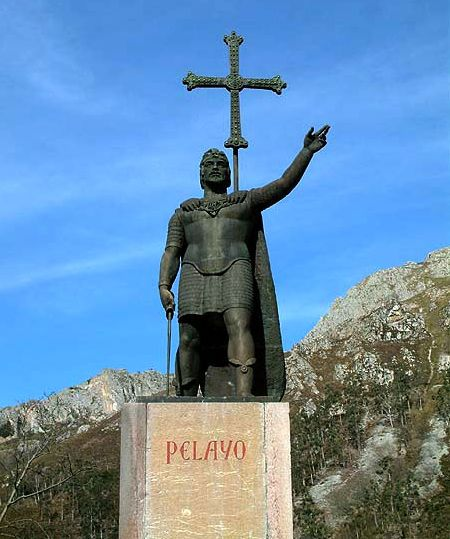
Pelayo († 737)

- Pelayo, Max (* 2002), US-amerikanischer Film- und Fernsehschauspieler
- Pelayo, Severino (1934–1995), philippinischer Geistlicher, römisch-katholischer Militärbischof der Philippinen
- Pelayo-Bernal, Mayra (* 1997), mexikanische Fußballspielerin

### Pelb
- Pelbart von Temeswar († 1504), Franziskaner, Prediger und Schriftsteller

### Pelc
- Pelc, Ortwin (* 1953), deutscher Historiker
- Pelcha, nubische Königsmutter
- Pelchat, Ann-Marie (* 1974), kanadische Freestyle-Skierin
- Pelchat, Marc (* 1950), kanadischer Geistlicher, römisch-katholischer Weihbischof in Québec
- Pelchat, Michel (1938–1974), französischer Radrennfahrer, Weltmeister im Radsport
- Pelchrzim, Edgar von (1904–1990), deutscher Ballettmeister und Choreograf
- Pelchrzim, Gottlieb Julius von (1717–1788), königlich preußischer Generalmajor
- Pelchrzim, Karl von (1742–1807), preußischer Generalmajor
- Pelchrzim, Theodor von (1816–1892), königlich preußischer Major und Schriftsteller
- Pelcking, Johannes (1573–1642), Priester und Weihbischof in Paderborn, Hildesheim und Münster
- Pelckmann, Horst (1904–1975), deutscher Strafverteidiger, Notar und Diplomat
- Pelcner, František (1909–1985), tschechoslowakischer Fußballspieler
- Pelcová, Jiřina (* 1969), tschechische Biathletin
- Pelczar, Andrzej (1937–2010), polnischer Mathematiker
- Pelczar, Józef Sebastian (1842–1924), Bischof von Przemyśl
- Pelczar, Marian (1905–1983), polnischer Bibliothekar und Historiker
- Pełczycki, Leontios († 1595), orthodoxer Bischof von Chełm und Pinsk
- Pełczyńska-Nałęcz, Katarzyna (* 1970), polnische Soziologin, Politologin und OsteuropaexpertinKatarzyna Pełczyńska-Nałęcz (* 1970)

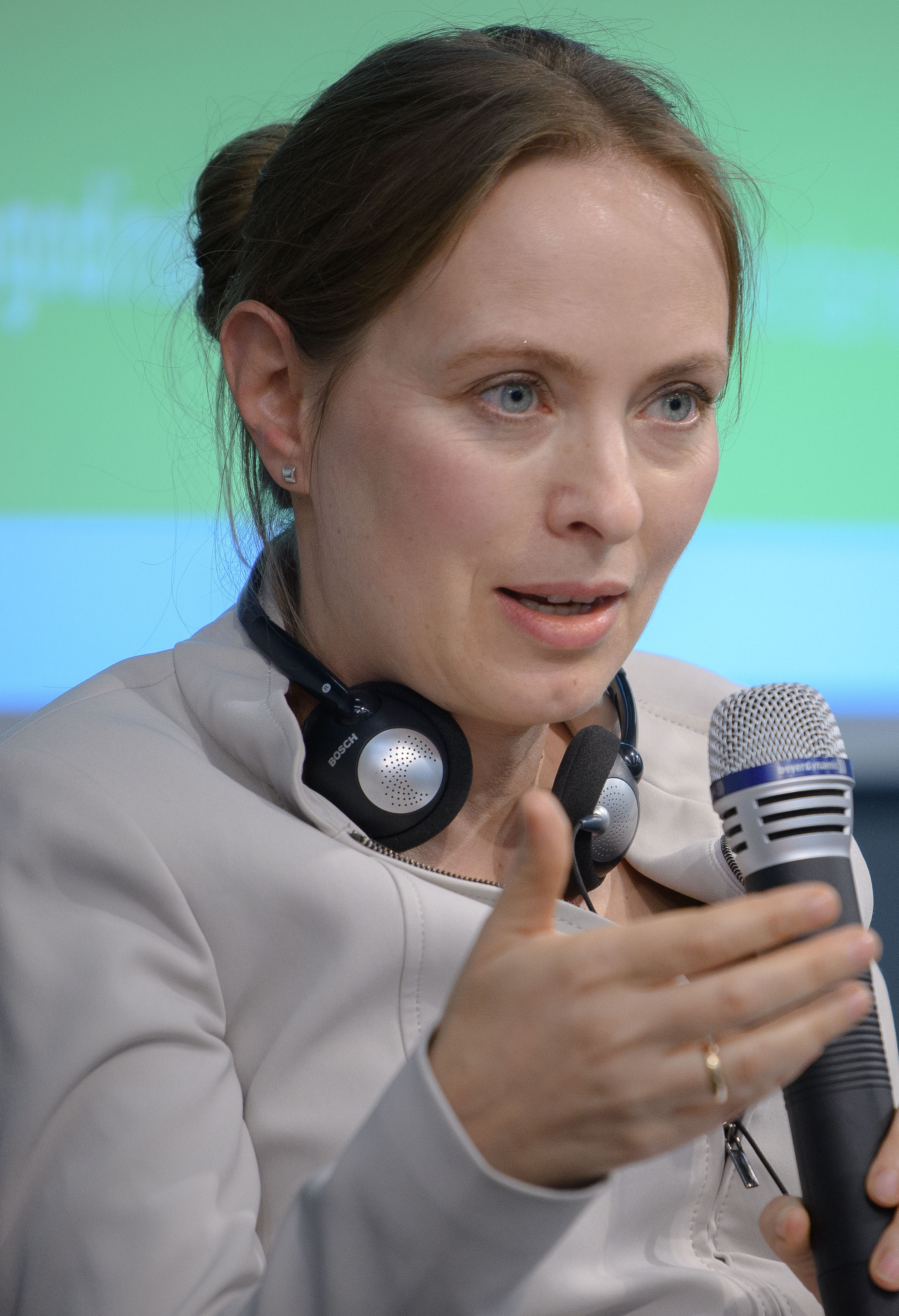
Katarzyna Pełczyńska-Nałęcz (* 1970)

- Pełczyński, Aleksander (1932–2012), polnischer Mathematiker
- Pełczyński, Tadeusz (1892–1985), polnischer General

### Peld
- Pelda, Kurt (* 1965), Schweizer Journalist, Kriegsreporter und Autor
- Pelden genannt Cloudt, Reinhard von (1702–1770), preußischer Regierungspräsident
- Pelden Gyatsho (1933–2018), buddhistischer Mönch
- Pelden, Hermann Friedrich von († 1586), Kommandeur der Garnison von Neuss (Nuys)
- Peldon, Ashley (* 1984), US-amerikanische Schauspielerin
- Peldon, Courtney (* 1981), US-amerikanische Schauspielerin

### Pele
- Pelé (1940–2022), brasilianischer Fußballspieler und PolitikerPelé (1940–2022)

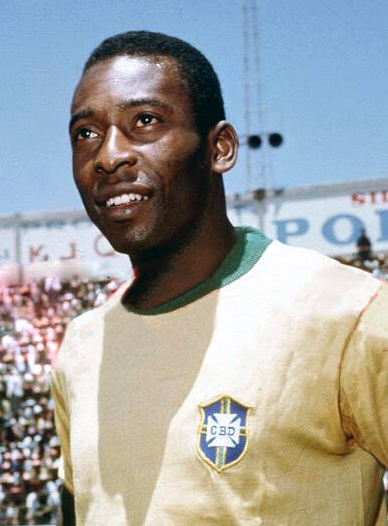
Pelé (1940–2022)

- Pelé (* 1978), kap-verdischer Fußballspieler
- Pelé (* 1987), portugiesischer Fußballspieler
- Pelé (* 1991), guinea-bissauisch-portugiesischer Fußballspieler
- Pelé, Abédi (* 1964), ghanaischer Fußballspieler
- Pele, Johann Nicolaus († 1790), deutscher Hochschullehrer
- Pelé, Léo (* 1996), brasilianischer Fußballspieler
- Pelé, Yohann (* 1982), französischer Fußballspieler
- Pelecanos, George P. (* 1957), US-amerikanischer Journalist, Kriminalschriftsteller, Drehbuchautor und Produzent
- Pelecanos, Theodoros, griechischer Schreiber
- Pelech, Adam (* 1994), kanadischer Eishockeyspieler
- Pelech, Matt (* 1987), kanadischer Eishockeyspieler
- Pelēcis, Georgs (* 1947), lettischer Komponist und Musikwissenschafter
- Peled, Amit (* 1973), israelisch-amerikanischer Cellist und Dirigent
- Peled, Benjamin (1928–2002), israelischer Kommandeur der Israelischen Luftwaffe
- Peled, Jossi (* 1941), israelischer Militär und Politiker
- Peled, Mattityahu (1923–1995), israelischer General, Politiker und Professor für Arabistik
- Peled, Miko (* 1961), amerikanisch-israelischer FriedensaktivistMiko Peled (* 1961)

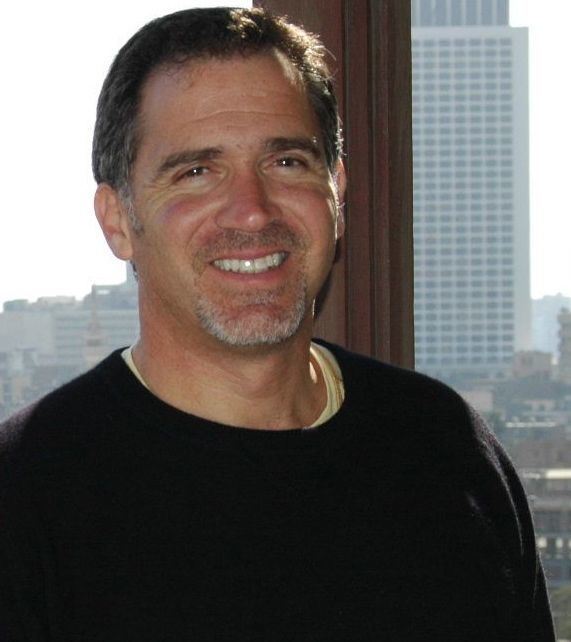
Miko Peled (* 1961)

- Peled, Mosche (* 1945), israelischer Politiker
- Peled, Natan (1913–1992), israelischer Politiker und Minister
- Peled-Elhanan, Nurit (* 1949), israelische Literaturwissenschaftlerin und Friedensaktivistin
- Pelegri, Francis (* 1952), französischer Ruderer
- Pelegrín, Marta (* 1973), spanische Architektin
- Pélégry, Bienna (1899–1989), französische Schwimmerin
- Pélégry, Salvator (1898–1965), französischer Schwimmer
- Peleikis, Martin (1928–2016), deutscher Generalintendant
- Pelekanakis, Leonidas (1962–2021), griechischer Regattasegler
- Pelekanos, Michalis (* 1981), griechischer Basketballspieler
- Pelen, Perrine (* 1960), französische Skirennläuferin
- Pelendritou, Karolina (* 1986), sehbehinderte, zypriotische Schwimmerin und Olympiasiegerin
- Peles, Keren (* 1979), israelische Sängerin, Pianistin und Komponistin
- Peleschenko, Larissa Alexandrowna (* 1964), russische Kugelstoßerin
- Peleschjan, Artawasd (* 1938), armenischer Filmemacher
- Peleschka, Franz (* 1873), österreichischer Bildhauer
- Peleshi, Niko (* 1970), albanischer Politiker (PS)
- Pelet, Friedrich Wilhelm von (1745–1820), preußischer Generalmajor
- Pelet, Jean Jacques (1777–1858), französischer Generalmajor und Militärschriftsteller
- Pelet, Karl von (1742–1823), preußischer Generalmajor
- Pelet-Narbonne, Gerhard von (1840–1909), preußischer Generalleutnant und Militärschriftsteller
- Peleteiro-Compaoré, Ana (* 1995), spanische Dreispringerin
- Peletier, Jacques (1517–1582), französischer Literat, Humanist, Jurist, Mediziner und Mathematiker
- Peletier, Lambertus (1937–2023), niederländischer Mathematiker
- Pelewin, Wiktor Olegowitsch (* 1962), russischer Schriftsteller
- Pelez, Fernand (1848–1913), französischer Maler spanischer Herkunft

### Pelf
- Pelfrey, Mike (* 1984), US-amerikanischer Baseballspieler

### Pelg
- Pelgen, Christoph (* 1967), deutscher Dudelsackspieler und Herausgeber
- Pelger, Christoph (* 1982), deutscher Ökonom
- Pelgön Thrinle, tibetischer Astronom und Meister der Sinotibetischen Divinationskalkulationen
- Pelgrim, Hermann-Josef (* 1959), deutscher Kommunalpolitiker (SPD), Oberbürgermeister Schwäbisch Halls
- Pelgrim, Marcel (* 1977), deutscher Fußballschiedsrichterassistent
- Pelgrims, Gustave (1878–1960), belgischer Fußballspieler
- Pelgrom, Els (* 1934), niederländische Schriftstellerin
- Pelgyi Yönten, tibetischer Mönchsminister

### Pelh
- Pelham, Charles (1835–1908), US-amerikanischer Rechtsanwalt, Richter, Offizier und Politiker
- Pelham, Charles, 8. Earl of Yarborough (* 1963), britischer Adliger
- Pelham, George Clinton (1898–1984), britischer Diplomat
- Pelham, Henry (1694–1754), britischer Premierminister
- Pelham, Henry (1749–1806), amerikanischer Maler, Graveur, Kartograf und Ingenieur
- Pelham, Henry Francis (1846–1907), britischer Althistoriker
- Pelham, Hugh (* 1954), britischer Zellbiologe
- Pelham, John, 7. Earl of Yarborough (1920–1991), britischer Adeliger und Mitglied des House of Lords
- Pelham, Marcia, Countess of Yarborough (1863–1926), britische Peeress
- Pelham, Marcus, 6. Earl of Yarborough (1893–1966), britischer Adeliger und Mitglied des House of Lords
- Pelham, Moses (* 1971), deutscher Rapper, Sänger und MusikproduzentMoses Pelham (* 1971)

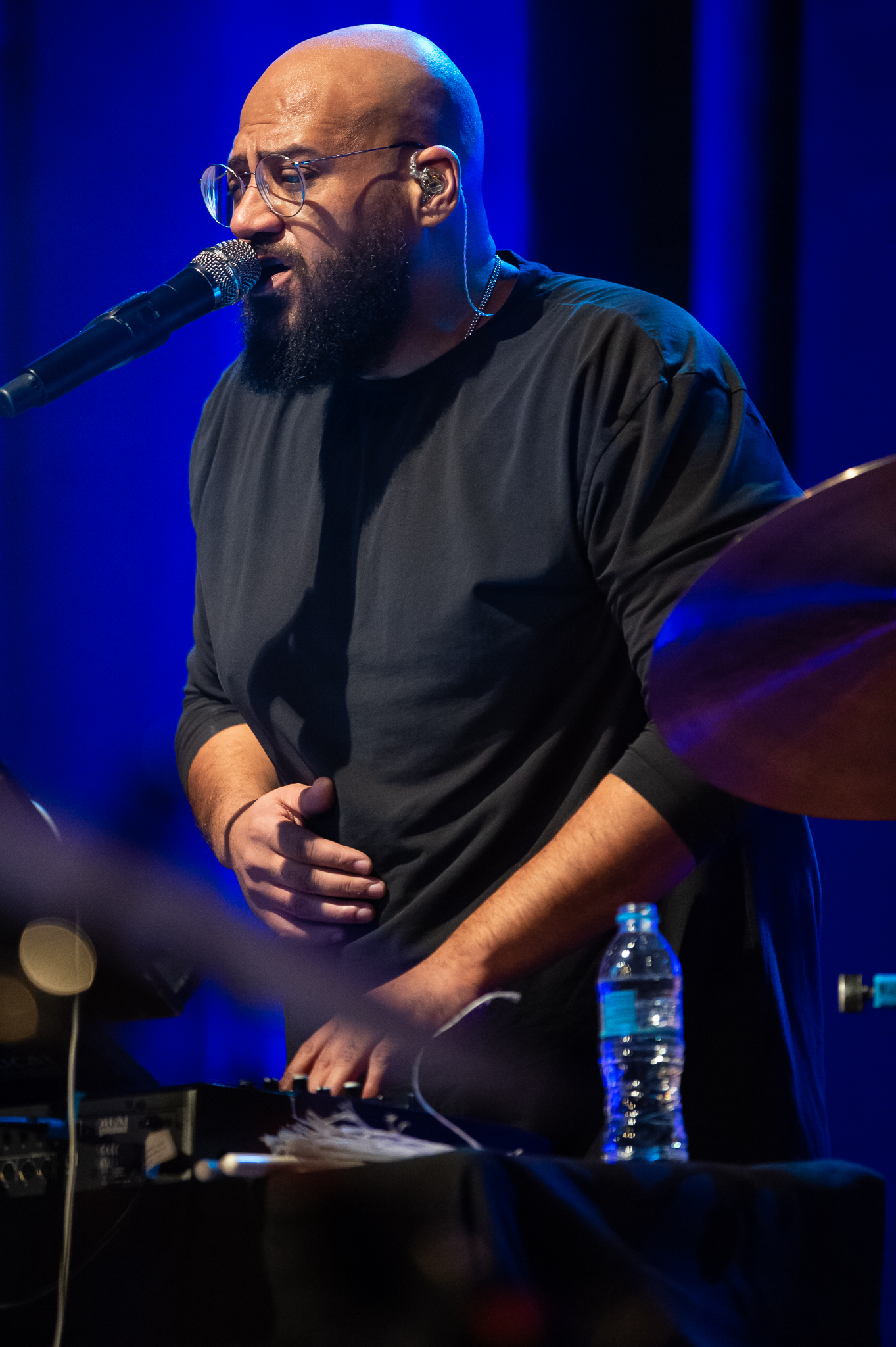
Moses Pelham (* 1971)

- Pelham, Sackville, 5. Earl of Yarborough (1888–1948), britischer Peer und Politiker
- Pelham, Thomas, 2. Earl of Chichester (1756–1826), britischer Politiker, Unterhausabgeordneter und Peer
- Pelham-Clinton, Henry, 5. Duke of Newcastle (1811–1864), britischer Politiker der Liberal Party, Unterhausabgeordneter, Oberhausmitglied, Kolonial- und Kriegsminister
- Pelham-Holles, Thomas, 1. Duke of Newcastle-upon-Tyne (1693–1768), britischer Politiker

### Peli
- Peli, Oren (* 1970), israelisch-US-amerikanischer Spieleprogrammierer und Filmemacher
- Pelican, Michaela (* 1972), Schweizer Sozialwissenschaftlerin
- Pelicano, Jorge (* 1977), portugiesischer Dokumentarfilmer und Fernsehkameramann
- Pelicelli, Nestore (1871–1937), italienischer Priester, Landeshistoriker und Fotograf
- Pelich, Danil Andrejewitsch (* 2001), russischer Fußballspieler
- Pélichy, Gertrude de († 1825), flämische Malerin
- Pelici, Alexandru (* 1974), rumänischer Fußballspieler und -trainer
- Pelicot, Gisèle (* 1952), französisches Vergewaltigungsopfer und FeministinGisèle Pelicot (* 1952)

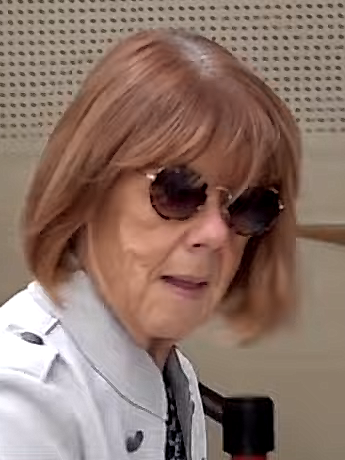
Gisèle Pelicot (* 1952)

- Péligot, Eugène-Melchior (1811–1890), französischer Chemiker
- Peligro, D. H. (1959–2022), US-amerikanischer Punkrock-Musiker
- Pelikahn, Horst-Michael (* 1952), deutscher Politiker, Staatsrat in Hamburg
- Pelikan von Plauenwald, Anton (1819–1899), österreichischer Finanzbeamter und naturkundlicher Sammler
- Pelikan von Plauenwald, Josef (1818–1896), k. u. k. Feldmarschalleutnant
- Pelikan, Andreas (* 1973), österreichischer Spieleautor
- Pelikan, Anton (1861–1918), österreichischer Mineraloge und Petrograph
- Pelikán, Ferdinand (1885–1952), tschechischer Philosoph
- Pelikan, Franz (1925–1994), österreichischer Fußballtorhüter
- Pelikan, Fritz (1934–1996), österreichischer Politiker (ÖVP), Abgeordneter zum Nationalrat
- Pelikán, János (* 1995), ungarischer Radrennfahrer
- Pelikan, Jaroslav (1923–2006), US-amerikanischer Kirchenhistoriker
- Pelikán, Jiří (1923–1999), tschechischer Publizist und Politiker, MdEP
- Pelikan, Jorge (1906–1984), argentinischer Schachmeister tschechoslowakischer Abstammung
- Pelikan, Jürgen (1940–2023), Soziologe
- Pelikan, Lisa (* 1954), US-amerikanische Schauspielerin
- Pelikan, Peter (* 1941), österreichischer Architekt
- Pelikán, Robert (* 1979), tschechischer Advokat und Politiker
- Pelikan, Sarah (* 1947), deutsche Objektkünstlerin
- Pelikan, Walter (1901–1971), österreichischer Bauingenieur
- Pelikan, Wolf-J. (1920–1997), deutscher Philatelist und Autor
- Pelikánová, Irena (* 1949), tschechische Rechtswissenschaftlerin und Richterin
- Pelikowsky, Erika (1916–1990), österreichische SchauspielerinErika Pelikowsky (1916–1990)

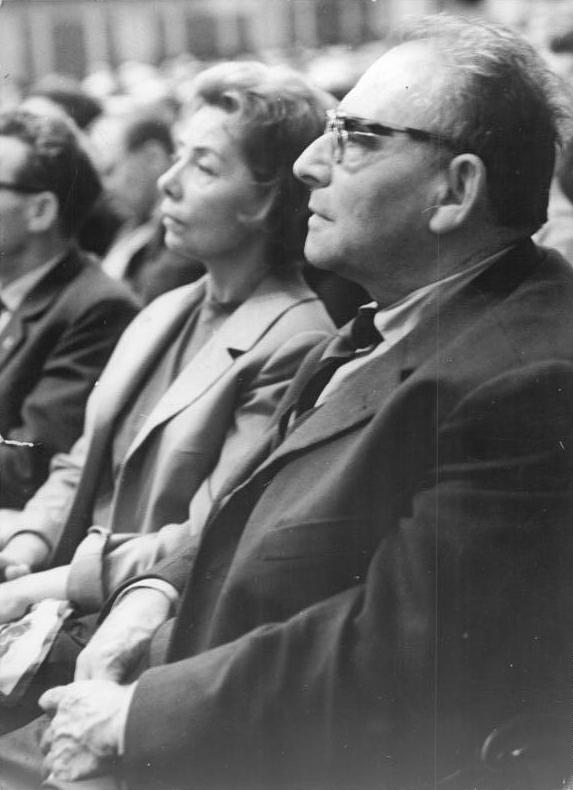
Erika Pelikowsky (1916–1990)

- Pelin, Elin (1877–1949), bulgarischer Schriftsteller
- Pelinka, Anton (* 1941), österreichischer Jurist und PolitikwissenschaftlerAnton Pelinka (* 1941)

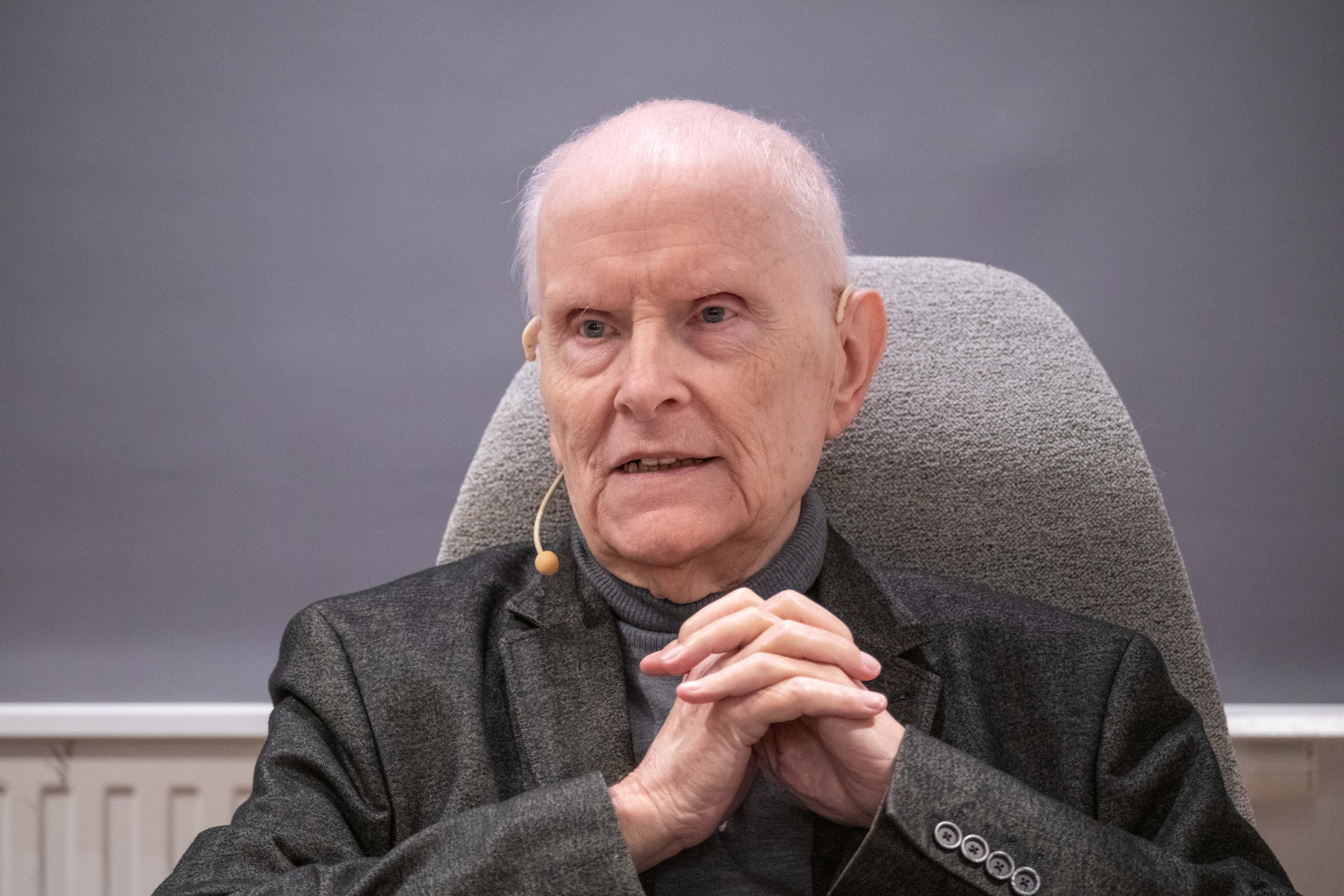
Anton Pelinka (* 1941)

- Pelinka, Niko (* 1986), österreichischer Agentur-Manager, Unternehmer und ehemaliger PR-Mann, Lobbyist und Medienfunktionär
- Pelinka, Peter (* 1951), österreichischer Journalist, Chefredakteur und Herausgeber
- Pelinka, Werner (* 1952), österreichischer Komponist
- Pelinka-Marková, Marta (* 1947), österreichische Publizistin tschechoslowakischer Herkunft
- Pelino Domingues, Manuel (* 1941), portugiesischer römisch-katholischer Geistlicher, Bischof von Santarém
- Pelino, Georgius, Abt der Abtei der Heiligen Maria von Ratac
- Pelinq, Christophe (* 1963), französischer Comicautor
- Pelinus († 662), Basilianer und Bischof von Brindisi
- Pélissier, Aimable (1794–1864), französischer General und Staatsmann, Marschall von Frankreich
- Pelissier, Anthony (1912–1988), britischer Theaterschauspieler, Drehbuchautor, Film- und Fernsehregisseur, Dokumentarfilmer und Fernsehproduzent
- Pélissier, Charles (1903–1959), französischer Radrennfahrer
- Pelissier, Eduard (1850–1931), deutscher Gymnasiallehrer und Historiker
- Pélissier, Francis (1894–1959), französischer Radrennfahrer
- Pélissier, Henri (1889–1935), französischer Radrennfahrer, Gewinner der Tour de France 1923
- Pélissier, René (1935–2024), französischer Historiker
- Pelitti, Giuseppe (1811–1865), italienischer Instrumentenbauer
- Pelivan, Dominik (* 1996), deutsch-kroatischer Fußballspieler
- Peliwo, Filip (* 1994), kanadischer Tennisspieler
- Peliza, Robert (1920–2011), gibraltischer Politiker
- Pelizaeus, Friedrich Christoph (1851–1942), deutscher Neurologe
- Pelizaeus, Johanna (1824–1912), deutsche Pädagogin
- Pelizaeus, Klaus (* 1952), deutscher Komponist, Textdichter und Musikproduzent
- Pelizaeus, Ludolf (* 1965), deutscher Historiker
- Pelizaeus, Wilhelm (1851–1930), deutscher Kaufmann, Bankier und spanischer Konsul in ÄgyptenWilhelm Pelizaeus (1851–1930)

Wilhelm Pelizaeus (1851–1930)

- Pelizäus, Theodor (1820–1898), deutscher Fabrikant und Abgeordneter
- Pelizäus-Hoffmeister, Helga (* 1961), deutsche Soziologin
- Pelizza, Ivan (* 2000), Schweizer Mittelstreckenläufer
- Pelizzari, Denis (* 1960), französischer Radrennfahrer
- Pelizzari, Guido (1898–1978), italienischer Architekt
- Pelizzari, Umberto (* 1965), italienischer Apnoetaucher
- Pelizzoli, Ivan (* 1980), italienischer Fußballtorhüter

### Pelj
- Peljee, Myatavyn (* 1927), mongolischer Politiker
- Peljhan, Marko (* 1969), slowenischer Konzeptkünstler, Medienkünstler, Regisseur und Professor
- Peljor, Tashi (* 1978), bhutanischer Bogenschütze
- Peljto, Irfan (* 1984), bosnischer Fußballschiedsrichter

### Pelk
- Pelka, Florian (* 1971), deutscher Künstler
- Pelka, Hartmut (1957–2014), deutscher Fußballspieler
- Pelka, Otto (1875–1943), deutscher Kunsthistoriker
- Pelka, Walter (* 1953), deutscher Bauingenieur und Hochschulpräsident
- Pelkas, Dimitris (* 1993), griechischer Fußballnationalspieler
- Pelke, Birgit (* 1961), deutsche Politikerin (SPD), MdL
- Pelke, Eberhard (* 1955), deutscher Bauingenieur
- Pelkey, Amanda (* 1993), US-amerikanische Eishockeyspielerin
- Pelkhoven, Johann Nepomuk von (1763–1830), königlich-bayerischer Kreisschulrat und Regierungsrat
- Pelkhoven, Maximilian von (1796–1864), königlich-bayerischer Staatsrat
- Pelkmann, Wilhelm (1905–1983), deutscher Politiker (CDU), MdL
- Pelko, Žan (* 1990), slowenischer Fußballtorwart
- Pelkonen, Aarne (1891–1959), finnischer Turner
- Pelkonen, Jaana (* 1977), finnische Moderatorin und Fotomodell
- Pelkonen, Jukka (* 1980), finnischer Metal-Sänger
- Pelkonen, Jyri (* 1965), finnischer Nordischer Kombinierer
- Pelkonen, Minna (* 1966), finnische Skirennläuferin
- Pelkonen, Pentti (* 1930), finnischer Skilangläufer
- Pelkoven, Veit Adam von († 1701), Domherr zu Freising
- Pelkowski, Magnus (* 1965), deutsch-kolumbianischer Basketballspieler
- Pelkowsky, Friedrich von (1705–1786), preußischer Generalmajor, Kommandant der Festung Kolberg, Chef des Infanterie-Regiments Nr. 4

### Pell
- Pell, Axel Rudi (* 1960), deutscher Hard-Rock- und Heavy-Metal-GitarristAxel Rudi Pell (* 1960)

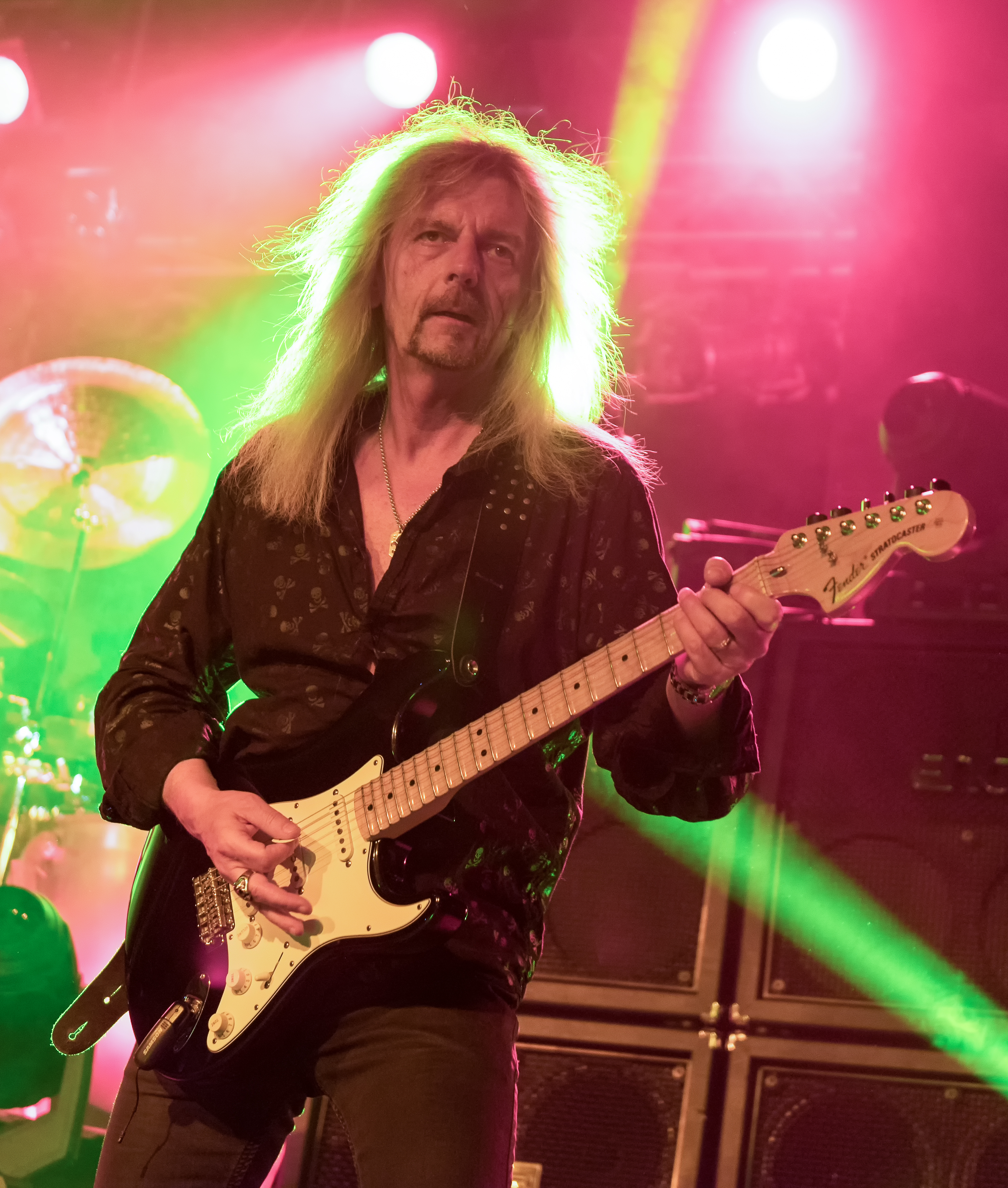
Axel Rudi Pell (* 1960)

- Pell, Claiborne (1918–2009), US-amerikanischer Senator von Rhode Island
- Pell, Dave (1925–2017), US-amerikanischer Jazzmusiker, Saxophonist, Bandleader, Arrangeur, Komponist und Produzent
- Pell, David (* 1980), australischer Radrennfahrer
- Pell, Duncan (1807–1874), US-amerikanischer Politiker
- Pell, George (1941–2023), australischer römisch-katholischer Geistlicher, Erzbischof von Sydney und KardinalGeorge Pell (1941–2023)

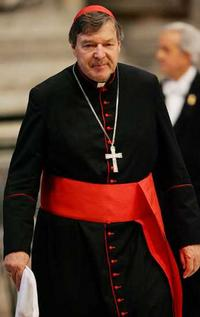
George Pell (1941–2023)

- Pell, Herbert (1884–1961), US-amerikanischer Diplomat und Politiker (Demokratische Partei)
- Pell, Johannes (* 1982), österreichischer Dirigent
- Pell, John (1611–1685), englischer Mathematiker
- Pell, Paula (* 1963), US-amerikanische Drehbuchautorin und Filmschauspielerin
- Pell, Philip (1753–1811), US-amerikanischer Politiker
- Pell, Theodore (1879–1967), US-amerikanischer Tennisspieler
- Pell, William (1947–2003), US-amerikanischer Opernsänger (Tenor, zuvor Bariton)

#### Pella
- Pella, Catalina (* 1993), argentinische Tennisspielerin
- Pella, Giuseppe (1902–1981), italienischer Politiker
- Pella, Guido (* 1990), argentinischer Tennisspieler
- Pella, Paul (1892–1965), österreichischer Kapellmeister und Musikdirektor
- Pella, Roy (* 1930), kanadischer Diskuswerfer
- Pellacani, Chiara (* 2002), italienische Wasserspringerin
- Pellan, Alfred (1906–1988), kanadischer Maler
- Pellanda, Geraldo Claudio Luiz Micheletto (1916–1991), brasilianischer Ordensgeistlicher, Bischof von Ponta Grossa
- Pellander, Theodor (* 1914), deutscher Kommunalpolitiker und Landrat des Kreises Geldern (1969–1974)
- Pellandini, Bruno (* 1966), Schweizer Schriftsteller und DramatikerBruno Pellandini (* 1966)

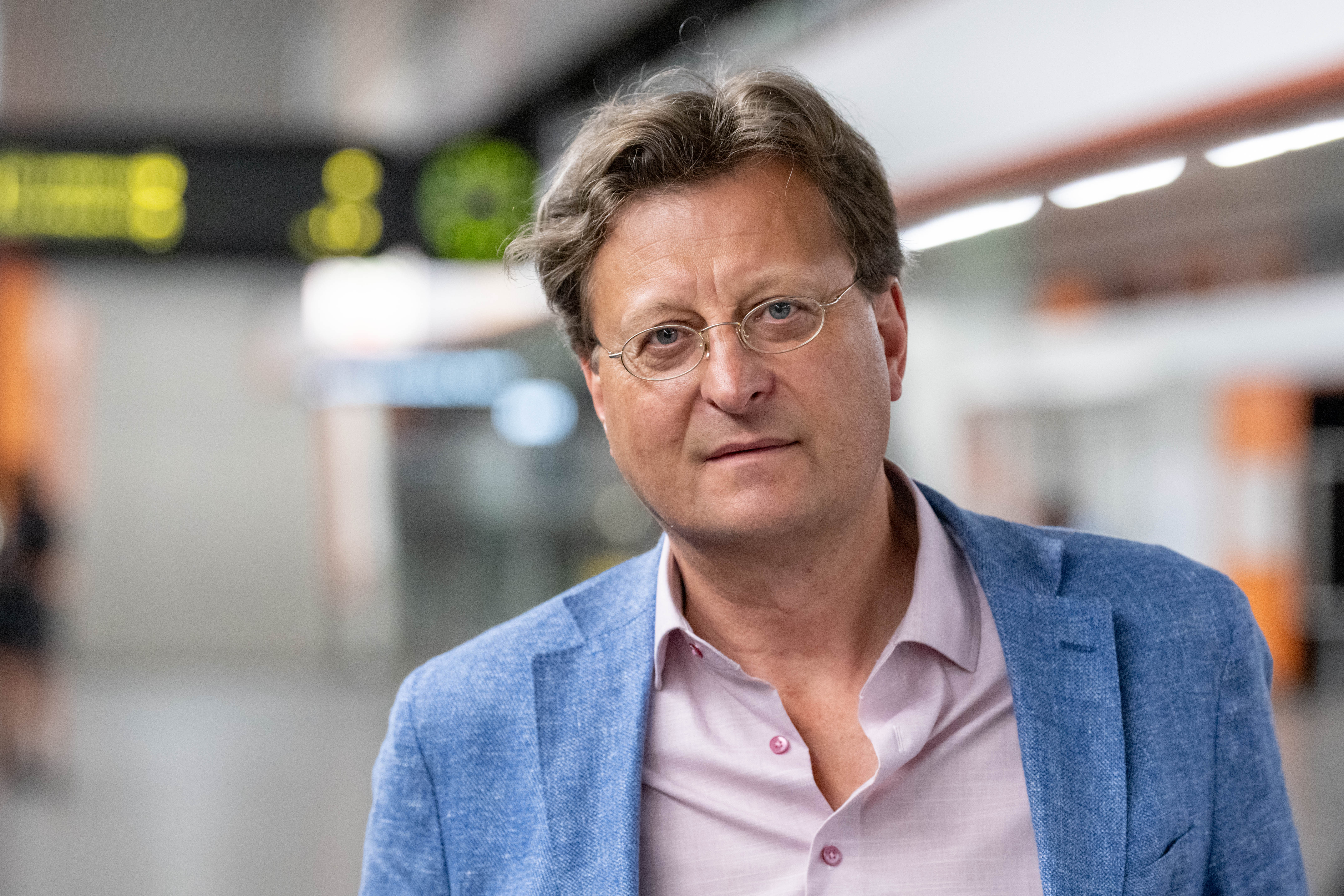
Bruno Pellandini (* 1966)

- Pellapra, Émilie de (1806–1871), französische Frau, Tochter Napoléon Bonapartes
- Pellaprat, Henri-Paul (* 1869), französischer Koch und Verfasser eines Kochbuches
- Pellar, Hanns (1886–1971), österreichischer Maler und Illustrator
- Pellar, Paul (1919–1988), österreichischer evangelisch-lutherischer Theologe
- Pellas Chamorro, Carlos (* 1953), nicaraguanischer Manager, Geschäftsführer der Grupo Pellas
- Pellas, Lucas (* 1995), schwedischer Handballspieler
- Pellas, Sauveur-André (1667–1727), französischer Paulanermönch, Romanist, Provenzalist und Lexikograf
- Pellat, Charles (1914–1992), französischer Arabist und Lexikograph
- Pellat-Finet, Patrice (* 1952), französischer Skirennläufer
- Pellati, Teresa (1929–2010), italienische Schauspielerin
- Pellaton, Albert (1898–1966), Schweizer Uhrmacher und Erfinder
- Pellaton, Jean-Paul (1920–2000), Schweizer Schriftsteller und Übersetzer
- Pellaton, Ursula (* 1946), Schweizer Tanz-Kritikerin, Journalistin und Tanz-Historikerin
- Pellatz, Nico-Stéphàno (* 1986), deutscher Fußballtorhüter
- Pellaud, Rachel (* 1995), Schweizer Sprinterin
- Pellaud, Simon (* 1992), Schweizer Radrennfahrer
- Pellaz, Loris (* 1999), Schweizer Langstreckenläufer

#### Pelld
- Pelldram, Alfred (1847–1906), deutscher Diplomat
- Pelldram, Leopold (1811–1867), Bischof von Trier

#### Pelle
- Pelle, Anikó (* 1978), ungarische Wasserballspielerin
- Pellè, Graziano (* 1985), italienischer FußballspielerGraziano Pellè (* 1985)

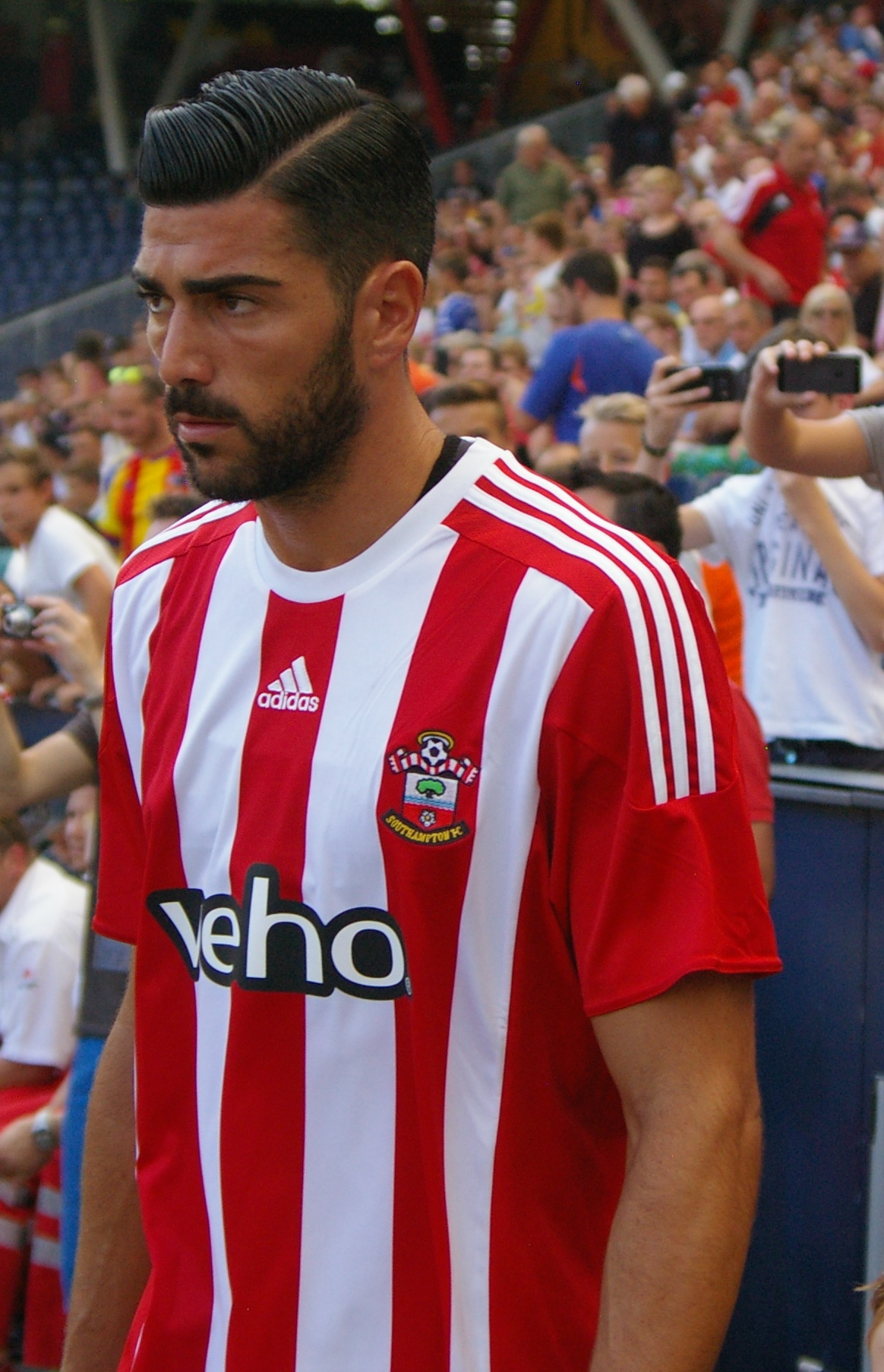
Graziano Pellè (* 1985)

- Pelle, István (1907–1986), ungarischer Turner und zweifacher Olympiasieger
- Pellé, Joseph (1720–1794), französischer Priester, Seliger der römisch-katholischen Kirche
- Pellé, Maurice (1863–1924), französischer General
- Pellea, Amza (1931–1983), rumänischer Film- und Theaterschauspieler
- Pellea, Oana (* 1962), rumänische Schauspielerin
- Pellecchia, Raffaele (1909–1977), italienischer Geistlicher, römisch-katholischer Erzbischof von Sorrent
- Pellecchia, Vincenzo (* 1985), italienischer Fußballspieler
- Pellecer Samayoa, José Ramiro (1929–2022), guatemaltekischer Geistlicher, römisch-katholischer Weihbischof in Guatemala
- Pelleg, Frank (1910–1968), israelischer Musiker, Komponist und Dirigent
- Pellegatti, Carlo (* 1950), italienischer Sportjournalist und Autor
- Pellegri, Pietro (* 2001), italienischer Fußballspieler
- Pellegrims, Maxime (* 1993), belgischer Eishockeyspieler
- Pellegrims, Mike (* 1968), deutsch-belgischer Eishockeyspieler und -trainer
- Pellegrín Barrera, Carlos Eduardo (* 1958), chilenischer Ordensgeistlicher und emeritierter römisch-katholischer Bischof von Chillán
- Pellegrin, Élise (* 1991), französisch-maltesische Skirennläuferin
- Pellegrin, Jacques (1873–1944), französischer Herpetologe und Ichthyologe
- Pellegrin, Jean-Pierre (* 1961), Schweizer Winzer
- Pellegrin, Marcel (1907–1974), französischer Fußballspieler
- Pellegrin, Margarita (1940–2016), deutsche Malerin und Grafikerin
- Pellegrin, Mattia (* 1989), italienischer Skilangläufer
- Pellegrin, Paolo (* 1964), italienischer FotografPaolo Pellegrin (* 1964)

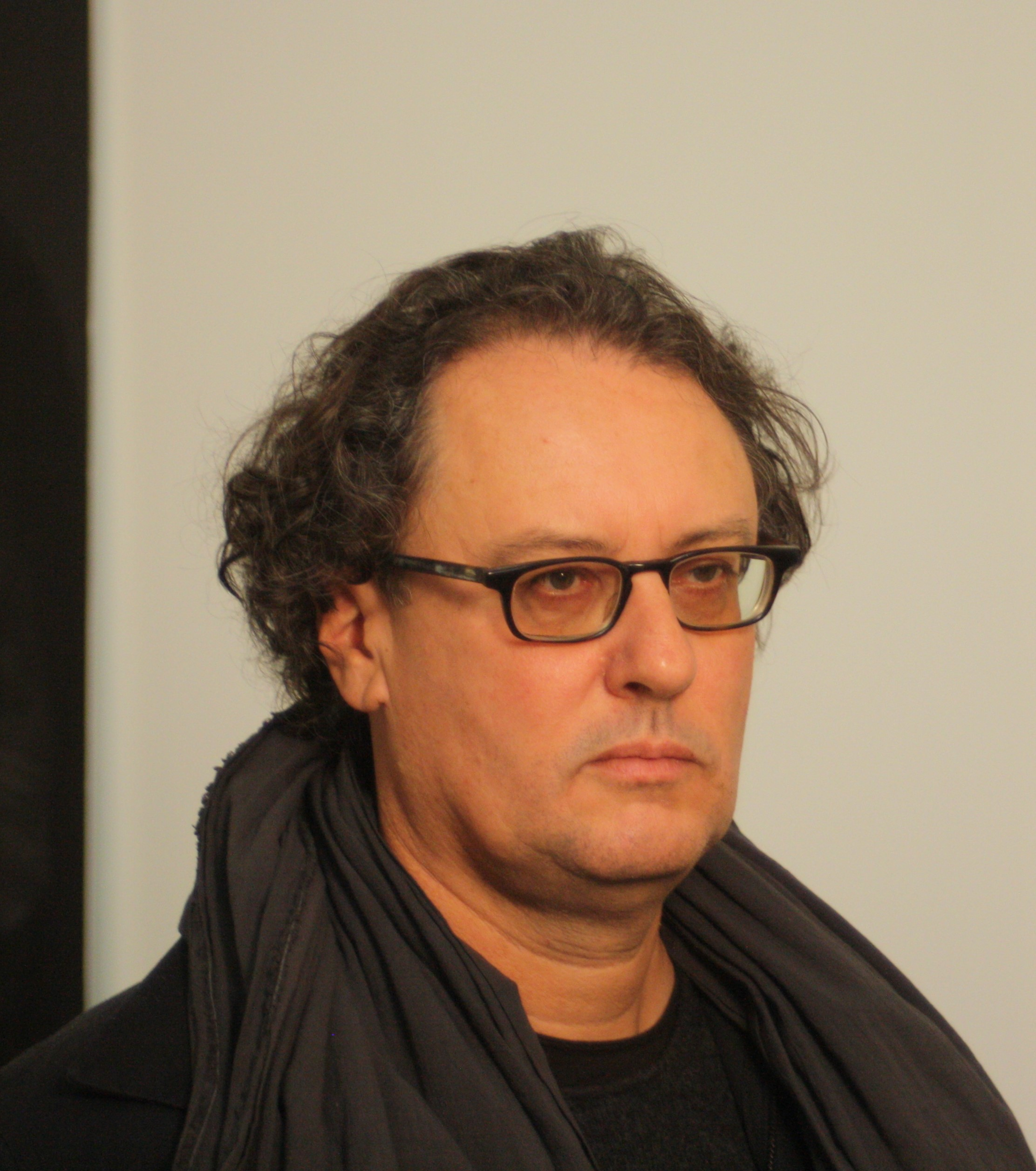
Paolo Pellegrin (* 1964)

- Pellegrin, Pierre (* 1944), französischer Philosophiehistoriker
- Pellegrin, Raymond (1925–2007), französischer Schauspieler
- Pellegrin, Sebastiano (* 1994), italienischer Skilangläufer
- Pellegrin, Simon-Joseph (1663–1745), französischer Dichter, Librettist und Dramaturg
- Pellegrina, Antoine (* 1933), französischer Radrennfahrer
- Pellegrinelli, Tullio (* 1964), italienischer Endurosportler
- Pellegrinetti, Ermenegildo (1876–1943), italienischer Geistlicher, Kardinal der römisch-katholischen Kirche
- Pellegrini, Alain (* 1946), französischer General
- Pellegrini, Alessandro (1938–1998), italienischer Politiker (Südtirol)
- Pellegrini, Alfred (1887–1962), deutscher Violinist und Komponist
- Pellegrini, Alfred Heinrich (1881–1958), Schweizer Maler
- Pellegrini, Antonin (* 1993), französischer Skilangläufer
- Pellegrini, Antonio (1812–1887), italienischer Kardinal
- Pellegrini, Armando (1933–2023), italienischer Radrennfahrer
- Pellegrini, Boris (* 1980), schweizerisch-italienischer Unihockeyspieler
- Pellegrini, Carlo (1839–1889), italienischer Zeichner und Karikaturist
- Pellegrini, Carlo (1866–1937), italienischer Maler, Zeichner und Illustrator
- Pellegrini, Carlos (1846–1906), Politiker, Präsident von Argentinien
- Pellegrini, Claudio (* 1935), italienisch-US-amerikanischer Physiker
- Pellegrini, Clementine (1797–1845), deutsche Opernsängerin (Kontra-Alt)
- Pellegrini, Federica (* 1988), italienische SchwimmerinFederica Pellegrini (* 1988)

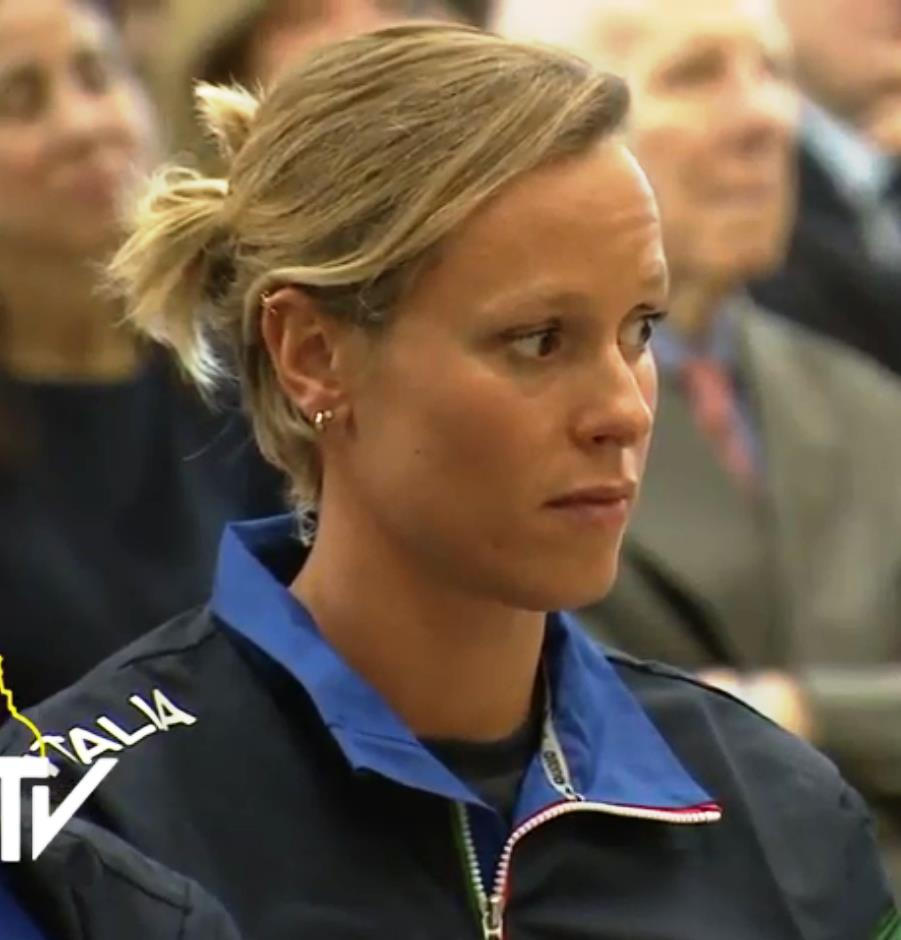
Federica Pellegrini (* 1988)

- Pellegrini, Francesca (* 2004), italienische Radsportlerin
- Pellegrini, Giovan Battista (1921–2007), italienischer Sprachwissenschaftler, Romanist, Finno-Ugrist, Albanologe und Dialektologe
- Pellegrini, Giovanni Antonio (1675–1741), italienischer Maler
- Pellegrini, Giovanni Battista (1711–1764), Bischof von Como
- Pellegrini, Giuseppe (* 1925), italienischer Drehbuchautor und Filmregisseur
- Pellegrini, Giuseppe (* 1953), italienischer römisch-katholischer Geistlicher, Bischof von Concordia-Pordenone
- Pellegrini, Glauco (1919–1991), italienischer Filmregisseur und Drehbuchautor
- Pellegrini, Graham (* 2004), maltesischer Sprinter
- Pellegrini, Graziella (* 1961), italienische Forscherin
- Pellegrini, Ines (* 1954), italienische Schauspielerin und Fotomodell
- Pellegrini, Isidor Raphael (1871–1954), Schweizer Architekt und Bildhauer
- Pellegrini, Julius (1806–1858), italienischer Opernsänger (Bass)
- Pellegrini, Karl Clemens von (1720–1796), k. k. Feldmarschall, Ritter des Ordens vom Goldenen Vließ, Großkreuz des Maria Theresien-Ordens
- Pellegrini, Lorenzo (* 1996), italienischer Fußballspieler
- Pellegrini, Luca (* 1963), italienischer Fußballspieler
- Pellegrini, Luca (* 1999), italienischer Fußballspieler
- Pellegrini, Lucio (* 1965), italienischer Film- und Fernsehregisseur
- Pellegrini, Manuel (* 1953), chilenischer Fußballspieler und -trainer
- Pellegrini, Otmar (* 1949), argentinischer Fußballspieler
- Pellegrini, Peter (* 1975), slowakischer PolitikerPeter Pellegrini (* 1975)

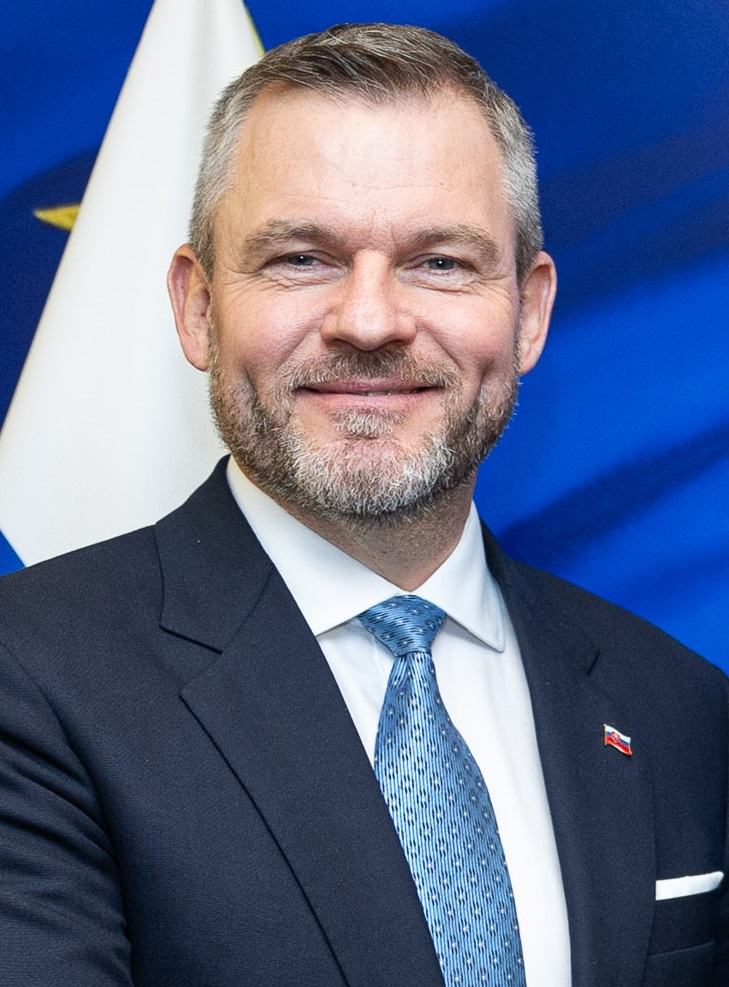
Peter Pellegrini (* 1975)

- Pellegrini, Piero (1901–1959), Schweizer Journalist, Politiker, Tessiner Grossrat und Staatsrat
- Pellegrini, Sara (* 1986), italienische Skilangläuferin
- Pellegrini, Silvia (* 1965), römisch-katholische Theologin
- Pellegrini, Silvio (1900–1972), italienischer Romanist und Mediävist
- Pellegrini, Tobias (* 1996), österreichischer Fußballspieler
- Pellegrini, Valeriano († 1746), italienischer Opernsänger (Sopran-Kastrat)
- Pellegrini, Vincenzo († 1630), italienischer Komponist und Kapellmeister
- Pellegrino di Mariano († 1492), italienischer Maler und Miniaturist
- Pellegrino, Alberto (1930–1996), italienischer Fechter und Olympiasieger
- Pellegrino, Aline (* 1982), brasilianische Fußballspielerin
- Pellegrino, Amahl (* 1990), norwegischer Fußballspieler
- Pellegrino, Andrea (* 1997), italienischer Tennisspieler
- Pellegrino, Federico (* 1990), italienischer Skilangläufer
- Pellegrino, Frank (1944–2017), US-amerikanischer Schauspieler und Gastronom
- Pellegrino, Gabriel (* 2004), kanadisch-italienischer Fußballspieler
- Pellegrino, Giuseppe (* 1983), deutscher Sänger
- Pellegrino, Josal Luiz (* 1943), brasilianischer Diplomat
- Pellegrino, Kurt (* 1979), US-amerikanischer Mixed-Martial-Arts-Kämpfer
- Pellegrino, Leo (* 1991), US-amerikanischer BaritonsaxophonistLeo Pellegrino (* 1991)

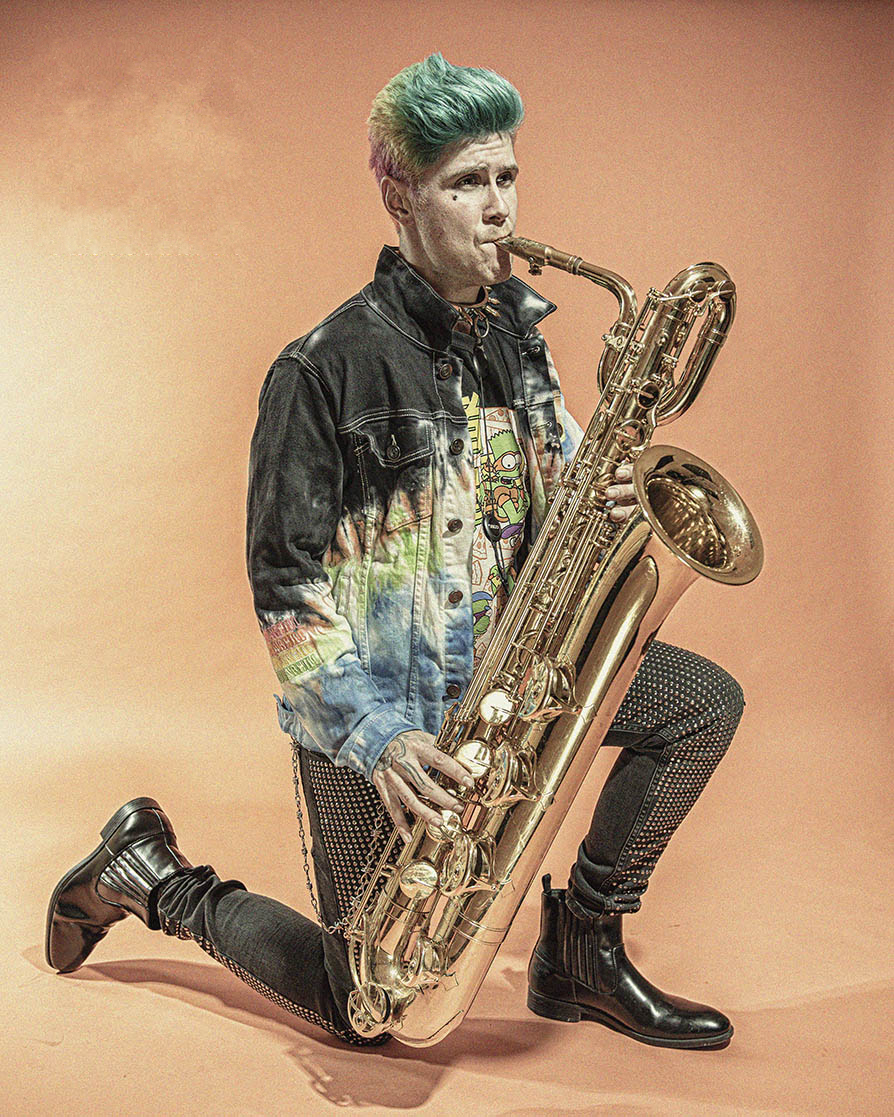
Leo Pellegrino (* 1991)

- Pellegrino, Mark (* 1965), US-amerikanischer SchauspielerMark Pellegrino (* 1965)

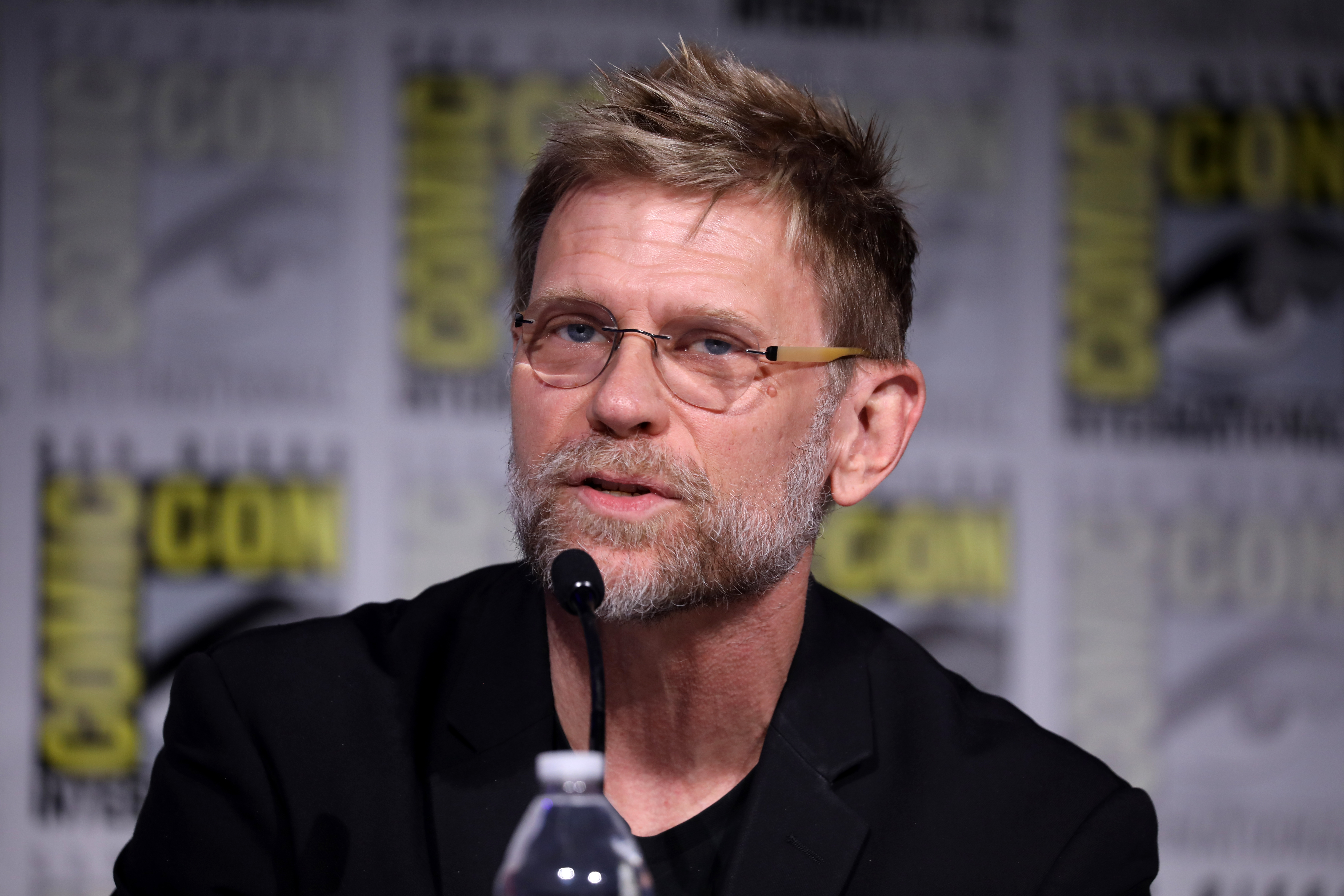
Mark Pellegrino (* 1965)

- Pellegrino, Mauricio (* 1971), argentinischer Fußballspieler und Fußballtrainer
- Pellegrino, Maximiliano (* 1980), argentinischer Fußballspieler
- Pellegrino, Michele (1903–1986), italienischer Geistlicher, Erzbischof von Turin und Kardinal
- Pellegrino, Vincenzo (* 1967), britischer Schauspieler und Synchronsprecher
- Pellejero, Richard (* 1976), uruguayischer Fußballspieler
- Pellejero, Rubén (* 1952), spanischer Comiczeichner
- Pellen, Jacques (1957–2020), französischer Jazzmusiker und Komponist
- Pellenaars, Kees (1913–1988), niederländischer Radrennfahrer
- Pellenard, Théo (* 1994), französischer Fußballspieler
- Pellengahr, Astrid (* 1967), deutsche Kulturwissenschaftlerin, Volkskundlerin und Museumsleiterin
- Pellengahr, Ludwig (1882–1973), deutscher Jurist und Ministerialbeamter
- Pellengahr, Richard (1883–1964), deutscher Generalleutnant im Zweiten Weltkrieg
- Pellens, Albert (1893–1967), deutscher evangelisch-lutherischer Theologe, Superintendent in Hameln
- Pellens, Bernhard (* 1955), deutscher Wirtschaftswissenschaftler
- Pellens, Karl (1934–2003), deutscher Historiker
- Pellenz, Heinrich (1888–1974), deutscher Unternehmer
- Pelleport, Pierre de (1773–1855), französischer Divisionsgeneral
- Peller von und zu Schoppershof, Christoph (1630–1711), deutscher Jurist und Diplomat
- Peller, Franz, deutscher Fußballspieler
- Peller, Károly (* 1979), ungarischer Operettensänger (Tenor), Schauspieler und Tänzer
- Peller, Konstantin (1887–1969), österreichischer Architekt
- Peller, Sigismund (1890–1985), austroamerikanischer Sozialmediziner
- Pellerano Alfau, Arturo (1864–1935), dominikanischer Kaufmann und Journalist
- Pellerano, Gerónimo (1927–1991), dominikanischer Sänger
- Pellerey, Michele (* 1935), italienischer Ordensgeistlicher, Theologe und Pädagoge
- Pellerin, Auguste (1853–1929), französischer Unternehmer und Kunstsammler
- Pellerin, Fleur (* 1973), französische Politikerin (PS)
- Pellerin, Florence, französische Tänzerin und Mätresse
- Pellerin, Hector (1887–1953), kanadischer Sänger, Schauspieler und Entertainer
- Pellerin, Jean (1885–1921), französischer Dichter
- Pellerin, Joseph (1684–1782), französischer Marinebeamter und Numismatiker
- Pellerin, Krystin (* 1983), kanadische Schauspielerin
- Pellerin, Louise, kanadische Oboistin und Musikpädagogin
- Pellerin, Scott (* 1970), kanadischer Eishockeyspieler und -trainer
- Pellerin, Théodore (* 1997), kanadischer Filmschauspieler
- Pellert, Ada (* 1962), österreichische Wirtschaftswissenschaftlerin und HochschullehrerinAda Pellert (* 1962)

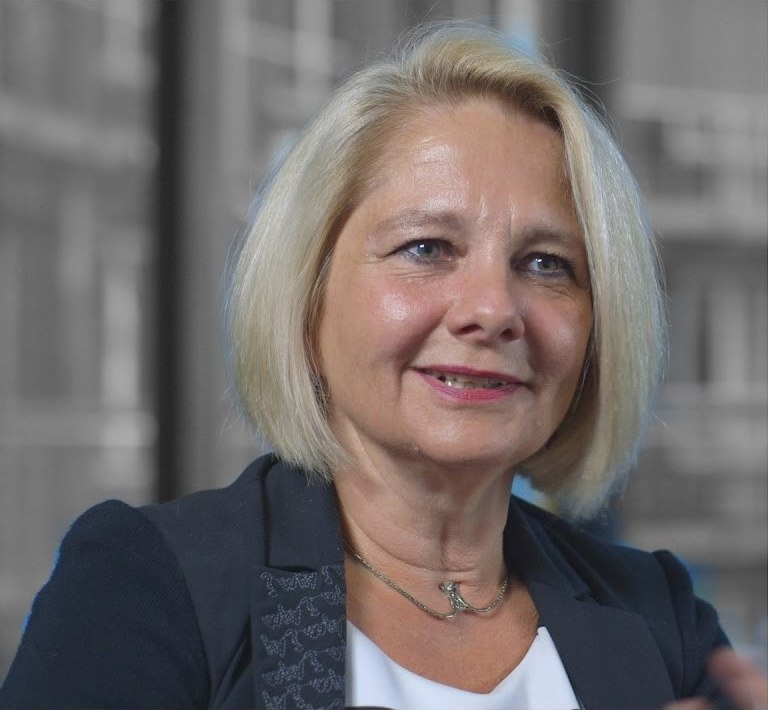
Ada Pellert (* 1962)

- Pellert, Wilhelm (* 1950), österreichischer Schriftsteller und Regisseur
- Pellerud, Even (* 1953), norwegischer Fußballspieler und -trainer
- Pellesi, Maria Rosa (1917–1972), italienische römisch-katholische Ordensschwester, Selige
- Pellet, Alain (* 1947), französischer Jurist und Experte im Bereich des Völkerrechts
- Pellet, Hans-Peter (* 1970), Schweizer Schwinger
- Pellet, Ida (1837–1863), deutsch-österreichische Schauspielerin
- Pellet, Oliver, brasilianischer Jazzmusiker (Gitarre, Komposition)
- Pellet, Paul (1859–1914), französischer Ordensgeistlicher, Generalsuperior der Gesellschaft der Afrikamissionen
- Pellet, Renée (1905–1985), Schweizer Politikerin
- Pellet, Volker (* 1961), deutscher Diplomat
- Pelletan, Camille (1846–1915), französischer Journalist und Politiker
- Pelletan, Eugène (1813–1884), französischer Schriftsteller, Publizist und Politiker
- Pelletan, Philippe Jean (1747–1829), französischer Mediziner
- Pelletan, Pierre (1782–1845), französischer Arzt
- Pelletier, Aimé-Sulpice (1772–1813), französischer General der Kavallerie
- Pelletier, Anne-Marie (* 1946), französische römisch-katholische Theologin
- Pelletier, Anne-Sophie (* 1976), französische Krankenpflegerin und Politikerin (La France insoumise), MdEP
- Pelletier, Annie (* 1973), kanadische Wasserspringerin
- Pelletier, Bertrand (1761–1797), französischer Chemiker
- Pelletier, Bronson (* 1986), kanadischer Schauspieler
- Pelletier, Bruno (* 1962), kanadischer Autor, Komponist, Musiker und Schauspieler
- Pelletier, Chantal (* 1949), französische Schauspielerin und Schriftstellerin
- Pelletier, Charles-Alphonse-Pantaléon (1837–1911), kanadischer Politiker, Vizegouverneur von Québec
- Pelletier, Colombe (1923–2021), kanadische Pianistin und Klavierbegleiterin
- Pelletier, David (* 1974), kanadischer EiskunstläuferDavid Pelletier (* 1974)

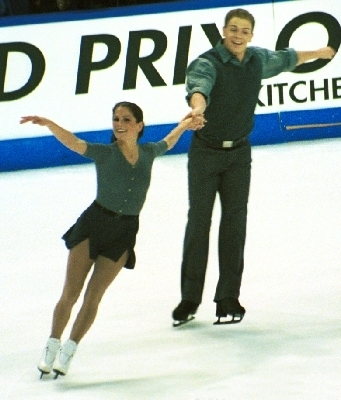
David Pelletier (* 1974)

- Pelletier, Delphine (* 1977), französische Triathletin
- Pelletier, Donald Joseph Leo (1931–2022), US-amerikanischer Ordensgeistlicher, römisch-katholischer Bischof von Morondava
- Pelletier, Émile (1898–1975), französischer Politiker und Verwaltungsbeamter
- Pelletier, Frédéric (1870–1944), kanadischer Musikkritiker, Chordirigent und Komponist
- Pelletier, Gérard (1919–1997), kanadischer Journalist, Diplomat und Politiker
- Pelletier, Gerd H. (* 1935), deutscher Journalist
- Pelletier, Jean (* 1963), französischer römisch-katholischer Geistlicher, Bischof von Mende
- Pelletier, Jean-Claude (1928–1982), französischer Jazzmusiker
- Pelletier, Jean-Marc (* 1978), US-amerikanischer Eishockeytorwart
- Pelletier, Jean-Pierre, kanadischer Mediziner
- Pelletier, José (1888–1970), französischer Radrennfahrer
- Pelletier, Louis-François (1771–1854), französischer Divisionsgeneral der Infanterie
- Pelletier, Madeleine (1874–1939), französische Frauenrechtlerin
- Pelletier, Maria Euphrasia (1796–1868), französische Nonne, Ordensgründerin und Heilige
- Pelletier, Marie-Ève (* 1982), kanadische Tennisspielerin
- Pelletier, Monique (* 1926), französische Politikerin
- Pelletier, Nicolas Jacques († 1792), französischer Mörder, als erster Mensch mit einer Guillotine hingerichtet
- Pelletier, Pascal (* 1983), kanadischer Eishockeyspieler und -scout
- Pelletier, Paul (* 1970), US-amerikanischer Comiczeichner
- Pelletier, Pierre-Joseph (1788–1842), französischer Chemiker und Pharmazeut
- Pelletier, Romain (1875–1953), kanadischer Organist, Komponist und Musikpädagoge
- Pelletier, Romain-Octave der Ältere (1843–1927), kanadischer Organist und Komponist
- Pelletier, Romain-Octave Der Jüngere (1904–1968), kanadischer Musikproduzent und -kritiker
- Pelletier, Sandrine (* 1976), Schweizer Graphikdesignerin, Installationskünstlerin und Bildhauerin
- Pelletier, Serge (* 1965), kanadisch-schweizerischer Eishockeytrainer
- Pelletier, Walter (1900–1982), deutscher Unternehmer
- Pelletier, Wilfrid (1896–1982), kanadischer Dirigent und Pianist
- Pelletier, Yannick (* 1976), Schweizer Großmeister im Schach
- Pelletier-Gautier, Sonia (* 1958), französische Historikerin und Schriftstellerin
- Pelletier-Roy, Rémi (* 1990), kanadischer Straßenradrennfahrer
- Pelletier-Volméranges, Benoît (1756–1824), französischer Schauspieler, Theaterdirektor und Dramatiker
- Pellett, Roy (1935–2019), britischer Jazzmusiker (Klarinette)
- Pelletti, Wálter (* 1966), uruguayischer Fußballspieler
- Pelletz, Johannes, Titularbischof von Symbalon und Weihbischof in Breslau
- Pellevé, Nicolas de (1515–1594), französischer Geistlicher, Erzbischof von Reims und Kardinal
- Pellew, Claughton (1890–1966), britischer Maler, Holzschnittkünstler und Radierer
- Pellew, Edward, 1. Viscount Exmouth (1757–1833), britischer Marineoffizier und Admiral
- Pellew, John (* 1955), walisischer Snookerschiedsrichter
- Pelley, Ernest le (1801–1849), Seigneur von Sark
- Pelley, Pierre Carey le, Seigneur von Sark
- Pelley, Rod (* 1984), kanadischer Eishockeyspieler
- Pelley, Scott (* 1957), US-amerikanischer FernsehjournalistScott Pelley (* 1957)

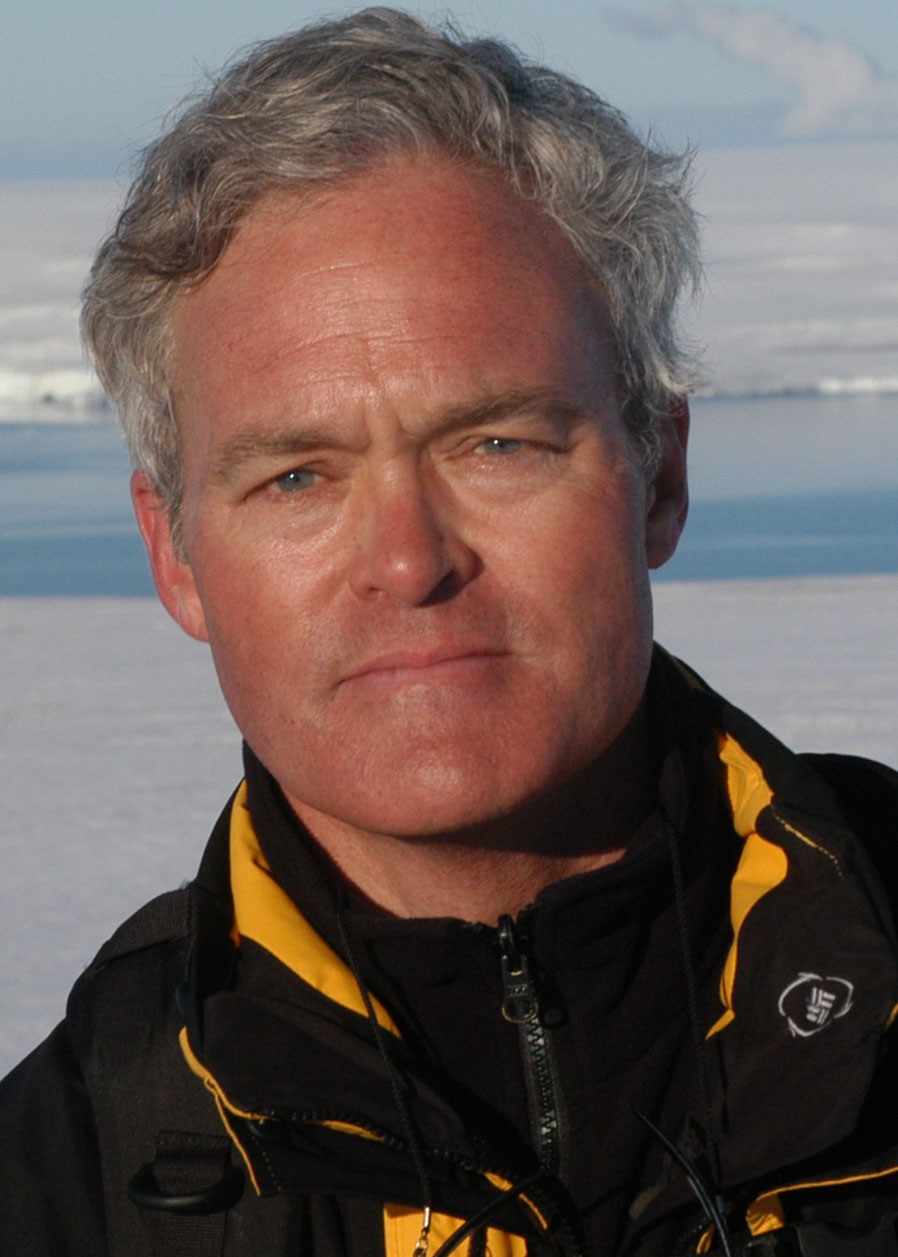
Scott Pelley (* 1957)

- Pelley, William Dudley (1890–1965), Gründer der antisemitischen Bewegung Silver Shirts

#### Pellh
- Pellhammer, Alexander (1695–1761), deutscher Zisterzienser, Abt des Klosters Fürstenfeld

#### Pelli
- Pelli, César (1926–2019), argentinisch-US-amerikanischer ArchitektCésar Pelli (1926–2019)

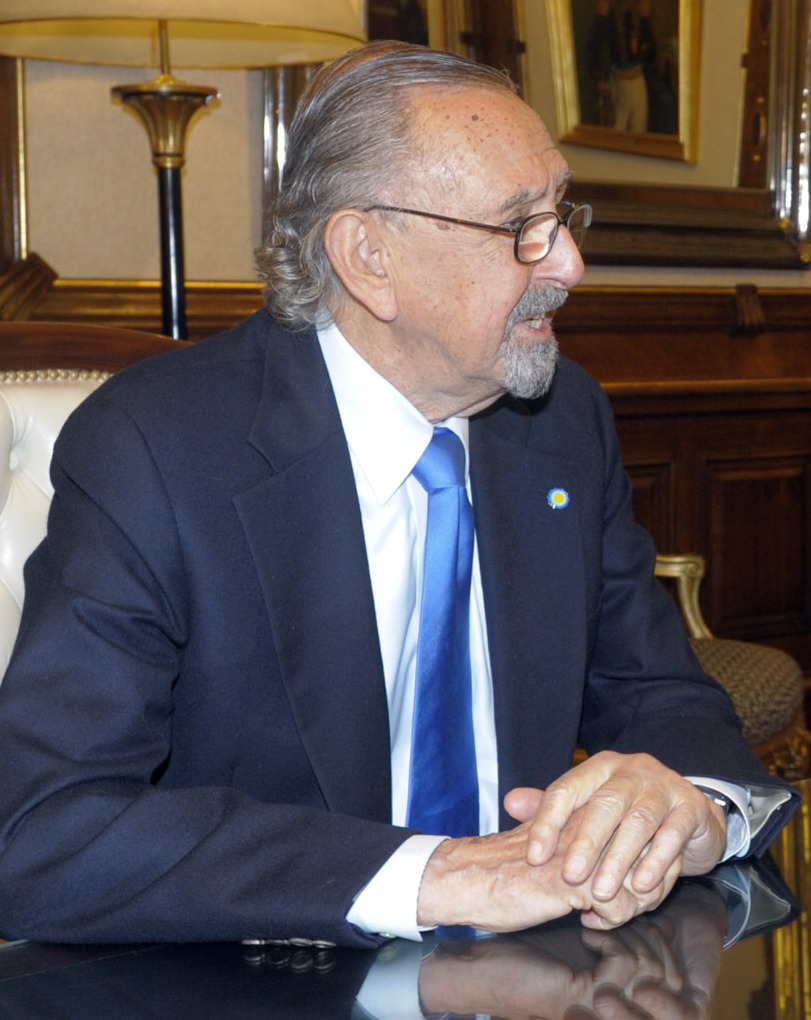
César Pelli (1926–2019)

- Pelli, Dominicus (1657–1728), Schweizer Architekt
- Pelli, Ferruccio (1916–1995), Schweizer Offizier, Gemeindepräsident von Lugano und Brigadier
- Pelli, Fulvio (* 1951), Schweizer Politiker (FDP)
- Pelli, Matteo (* 1978), Schweizer Manager, Schriftsteller und Fernsehmoderator
- Pelli, Paride (1910–1968), Schweizer Rechtsanwalt, Politiker, Stadtpräsident von Lugano und Tessiner Grossrat
- Pellicano, Helene (* 2002), maltesische Tennisspielerin
- Pellicano, Kiko (* 1974), brasilianischer Segler
- Pelliccia, Arrigo (1912–1987), italienischer Violinist, Violist und Musikpädagoge
- Pellicciari, Romeu (1911–1971), brasilianischer Fußballspieler
- Pellicer i Cardona, Joan Baptista (1862–1930), katalanischer klassischer Pianist und Musikpädagoge
- Pellicer Silva, Olga (* 1935), mexikanische Botschafterin
- Pellicer, Carlos (1897–1977), mexikanischer Schriftsteller und Dichter
- Pellicer, Jorge (* 1966), chilenischer Fußballspieler
- Pellicia, Giuseppe Anselmo (* 1775), italienischer Maler
- Pelliciari, Matteo (* 1979), italienischer Schwimmer
- Pellicier, Alexandre (* 1981), französischer Skibergsteiger
- Pellico, Silvio (1789–1854), italienischer Schriftsteller
- Pelliconi, Roberto (* 1962), italienischer Radrennfahrer
- Pellicoro, Laura (* 2000), italienische Mittelstreckenläuferin
- Pellielo, Giovanni (* 1970), italienischer Sportschütze
- Pellikaan, Henk (1910–1999), niederländischer Fußballspieler
- Pellikan, Konrad (1478–1556), reformierter Theologe, Reformator und Hebraist
- Pellin, Jesús Maria (1892–1969), venezolanischer Geistlicher, römisch-katholischer Weihbischof in Caracas
- Pellinen, Jouni (* 1983), finnischer Freestyle-Skisportler
- Pellinen, Onni (1899–1945), finnischer Ringer
- Pelling, Christopher (* 1947), britischer Gräzist und emeritierter Regius Professor of Greek der Universität Oxford
- Pelling, John (1936–2023), britischer Degenfechter
- Pelling, Maurice (1920–1973), englischer Artdirector und Szenenbildner
- Pelling, Tenzin (* 1988), Schweizer Badmintonspielerin
- Pellington, Mark (* 1962), US-amerikanischer Regisseur
- Pellini, Elisabetta (* 1974), italienische Schauspielerin
- Pellini, Giorgio (1923–1986), italienischer Fechter
- Pellini, Oreste († 1999), italienischer Dokumentarfilmer
- Pelliot, Paul (1878–1945), französischer Sinologe und Zentralasienforscher
- Pellis, Marc-Antoine (1753–1809), Schweizer Unternehmer und Politiker
- Pellis, Ugo (1882–1943), italienischer Romanist und Dialektologe
- Pellissier, Anne Sophie (* 1987), französische Snowboarderin
- Pellissier, Daniele (1904–1972), italienischer Skisportler
- Pellissier, Gloriana (* 1976), italienische Skibergsteigerin
- Pellissier, Jean (1972–2023), italienischer Skibergsteiger
- Pellissier, Marion (* 1988), französische Skirennläuferin
- Pellissier, Sergio (* 1979), italienischer Fußballspieler
- Pellissier, Stephanie (1893–1982), deutsche Pianistin, Organistin und Chorleiterin
- Pellisson, Paul (1624–1693), französischer Schriftsteller und Mitglied der Académie française
- Pellistri, Facundo (* 2001), uruguayischer Fußballspieler
- Pellizotti, Franco (* 1978), italienischer Radrennfahrer
- Pellizza da Volpedo, Giuseppe (1868–1907), italienischer Maler und Vertreter des italienischen Realismus
- Pellizza, Henri (1920–2001), französischer Tennis- und Badmintonspieler
- Pellizzari, Bruno (1907–1991), italienischer Bahnradsportler
- Pellizzari, Giulio (* 2003), italienischer RadrennfahrerGiulio Pellizzari (* 2003)

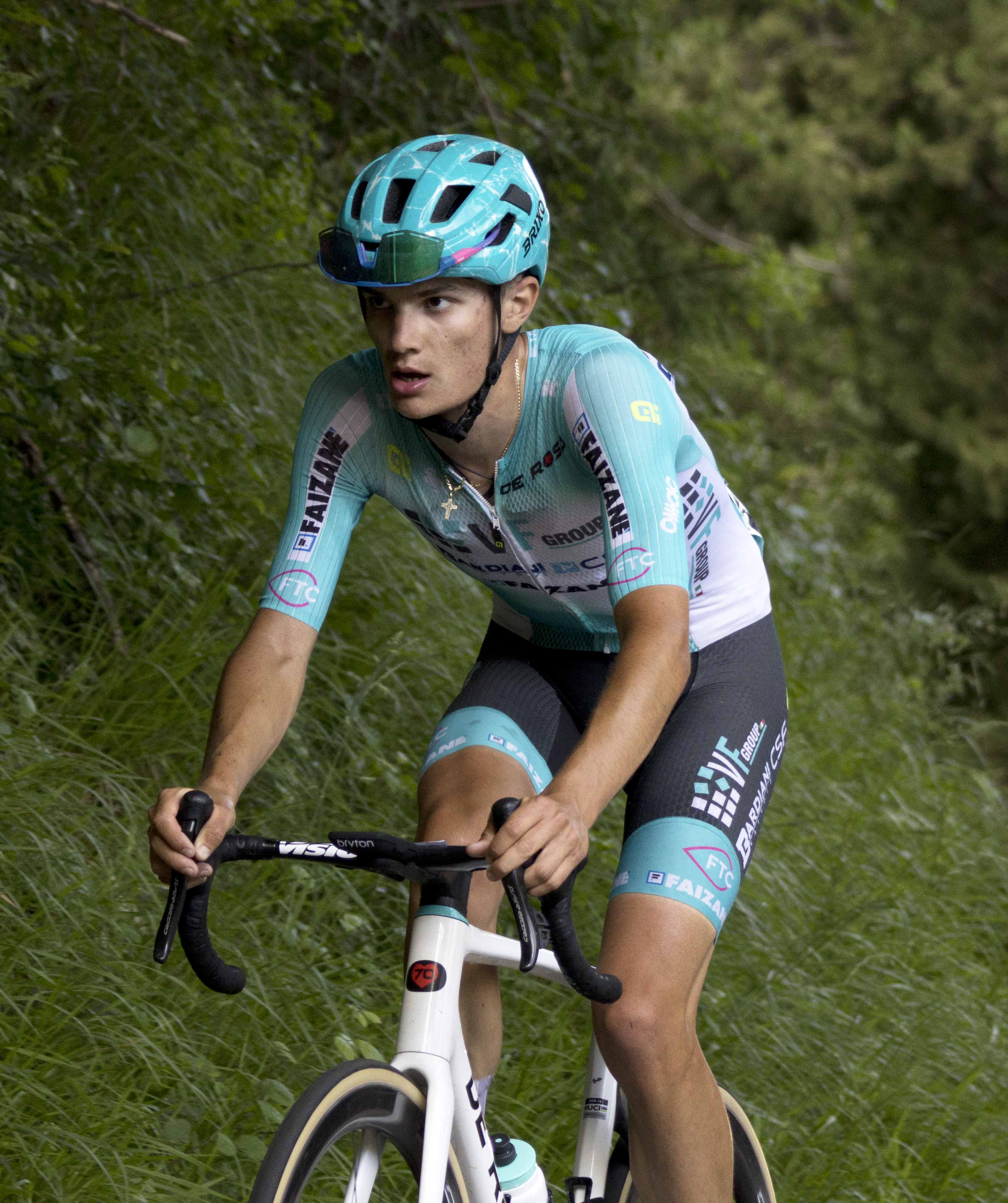
Giulio Pellizzari (* 2003)

- Pellizzari, Guido (1858–1938), italienischer Chemiker
- Pellizzari, Pio (* 1954), Schweizer Musikwissenschaftler, Direktor der Nationalphonothek
- Pellizzari, Stefano (* 1997), italienischer Fußballspieler
- Pellizzaro, Sergio (* 1945), italienischer Fußballspieler
- Pellizzo, Luigi (1860–1936), italienischer Geistlicher, Bischof von Padua

#### Pellk
- Pellkofer, Fritz (1902–1943), deutscher Skisportler
- Pellkofer, Josef (* 1960), deutscher Kommunalpolitiker (UWG)
- Pellkofer, Lothar (* 1964), deutscher Basketballspieler

#### Pellm
- Pellman, Jo Ellen (* 1996), US-amerikanische Schauspielerin
- Pellmann, Dietmar (1950–2017), deutscher Politiker (Die Linke), MdL
- Pellmann, Lukas (* 1979), österreichisch-deutscher Schriftsteller
- Pellmann, Sören (* 1977), deutscher Politiker (Die Linke), MdBSören Pellmann (* 1977)

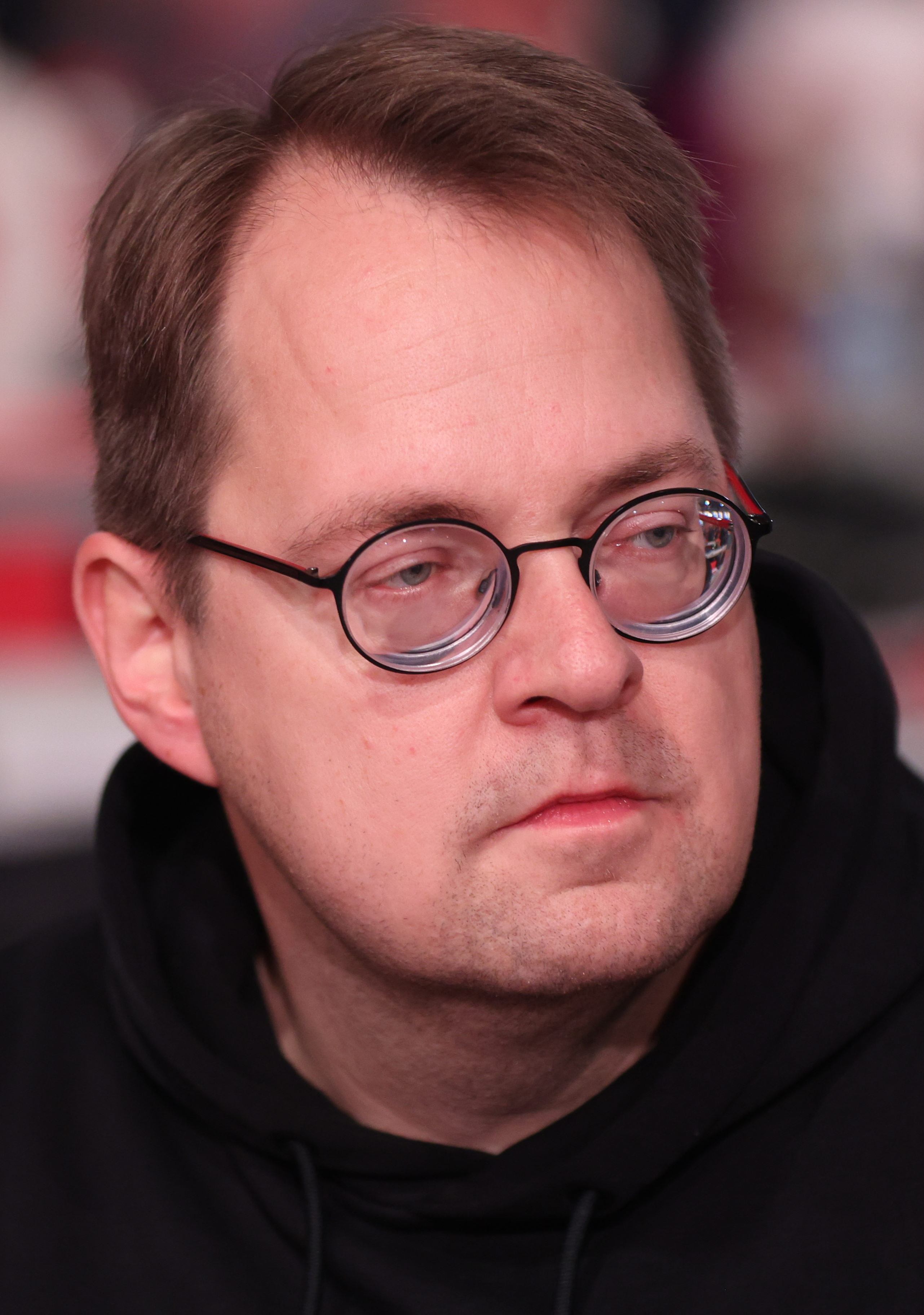
Sören Pellmann (* 1977)

#### Pelln
- Pellnitz, Dietrich (1913–2004), deutscher Mediziner und Hochschullehrer

#### Pello
- Pello, Liis (* 1988), estnische Fußballspielerin
- Pelloe, Emily (1878–1941), australische botanische Illustratorin und Autorin
- Pellon, Gabriel (1900–1975), deutscher Maler und Filmarchitekt
- Pellón, Gina (1926–2014), kubanische Künstlerin
- Pelloni, Giorgio (* 1939), italienischer Kameramann und Fernsehregisseur
- Pellonpää, Matti (1951–1995), finnischer Schauspieler
- Pelloquet, Héloïse (* 1988), französische Filmeditorin und Filmregisseurin
- Pellos, Frances, Mathematiker, verwendete wahrscheinlich als erster das Dezimaltrennzeichen
- Pellos, René (1900–1998), französischer Comiczeichner
- Pelloutier, Fernand (1867–1901), französischer Gewerkschafter
- Pelloutier, Jean († 1698), hugenottischer Kaufmann
- Pelloutier, Léonce Charles Ulrich (1808–1879), französischer Rechtsanwalt, Politiker und Journalist
- Pelloutier, Simon (1694–1757), deutscher Historiker, Theologe und Altertumsforscher („Antiquar“)
- Pelloux, Luigi (1839–1924), italienischer General und Politiker
- Pellow, Marti (* 1965), schottischer SängerMarti Pellow (* 1965)

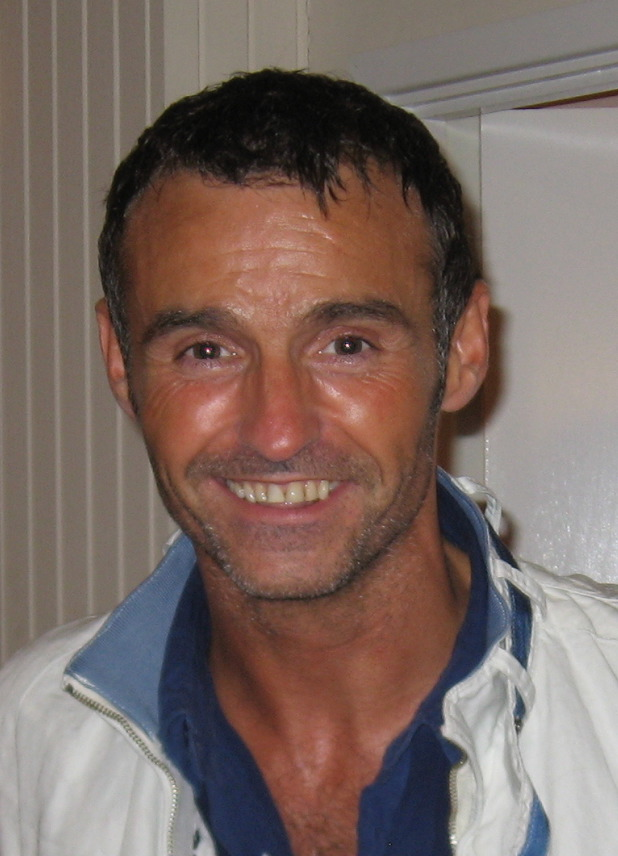
Marti Pellow (* 1965)

- Pellow, Nicola, Mathematikerin und Internet-Pionierin
- Pellow, Thomas (* 1704), englischer „weißer“ Sklave in Nordafrika
- Pellowski, Jannis (* 1992), deutscher Fußballtorwart
- Pellowski, Pascal (* 1988), deutscher Fußballspieler

#### Pellu
- Pelluchon, Corine (* 1967), französische Philosophin und Professorin für Philosophie an der Universität von Paris-Est-Marne-la-Vallée
- Pëllumbi, Jorgo (* 2000), albanischer Fußballspieler
- Pëllumbi, Servet (* 1936), albanischer Politiker

#### Pelly
- Pelly, Laurent (* 1962), französischer Theaterdirektor, Opernregisseur und Kostümbildner
- Pelly, Lewis (1825–1892), britischer Botschafter
- Pelly, Thomas (1902–1973), US-amerikanischer Politiker
- Pelly, Tobi (* 1958), sudanesischer Boxer

### Pelm
- Pelman, Carl (1838–1916), deutscher Psychiater
- Pelmard, Andy (* 2000), französischer Fußballspieler
- Pelmelay, Justine (* 1958), niederländische Sängerin

### Peln
- Pelnöcker, Karl (1919–2002), österreichischer Architekt und Beamter
- Pelny, Marlen (* 1981), deutsche Autorin und Musikerin
- Pelny, Stefan (* 1938), deutscher Jurist und ehemaliger Staatssekretär im Justizministerium von Schleswig-Holstein

### Pelo
- Pelon, Aurélien (* 2004), französischer Fußballspieler
- Pelopidas († 364 v. Chr.), thebanischer Feldherr und Staatsmann
- Pelops, Kommandant der Ptolemäer auf Samos und Alexanderpriester
- Pelops, Statthalter der Ptolemäer auf Zypern
- Pelosi, Marc (* 1994), US-amerikanischer Fußballspieler
- Pelosi, Nancy (* 1940), amerikanische Politikerin der Demokratischen ParteiNancy Pelosi (* 1940)

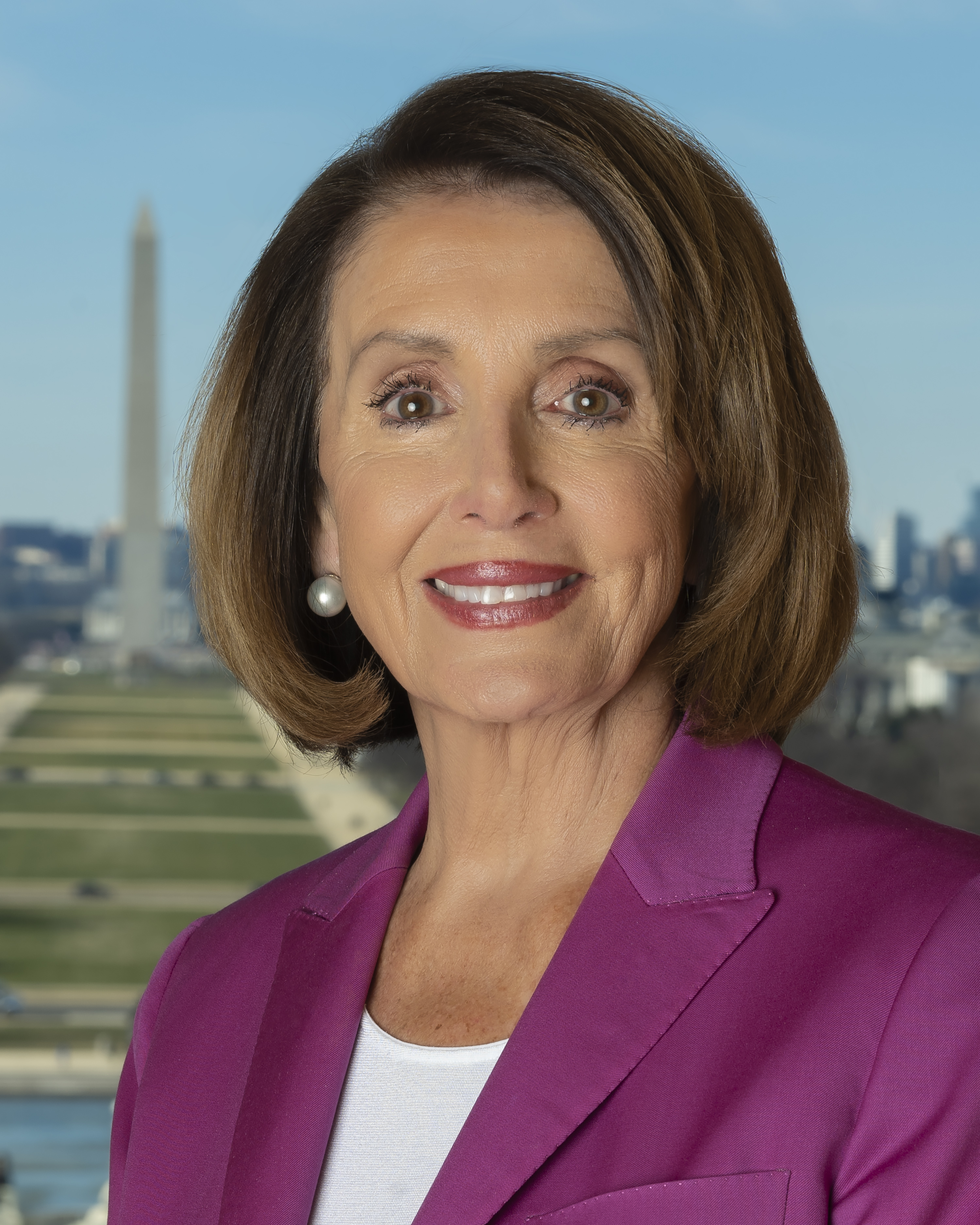
Nancy Pelosi (* 1940)

- Pelosi, Paul (* 1940), US-amerikanischer Geschäftsmann
- Pelosi, Salvatore (1906–1974), italienischer Marineoffizier
- Pelosso, Berto (1934–2019), italienischer Drehbuchautor und Filmregisseur
- Pelot, Pierre (* 1945), französischer Science-Fiction-Autor
- Pelotte, Donald Edmond (1945–2010), US-amerikanischer Geistlicher und Bischof von Gallup
- Pelous, Fabien (* 1973), französischer Rugby-Union-Spieler
- Pelouse, Léon Germain (1838–1891), französischer Landschaftsmaler
- Pelouze, Théophile-Jules (1807–1867), französischer Chemiker
- Pelova, Victoria (* 1999), niederländische Fußballspielerin
- Pelowa, Anka (* 1939), bulgarische Sportschützin

### Pelp
- Pelphrey, Tom (* 1982), US-amerikanischer Schauspieler

### Pels
- Pels Leusden, Friedrich (1866–1944), deutscher Chirurg, Hochschullehrer und Kommunalpolitiker
- Pels Leusden, Friedrich (1899–1976), deutscher Bakteriologe, Hygieniker und Hochschullehrer
- Pels, Auguste van (1900–1945), deutsch-niederländisches Opfer des Nationalsozialismus
- Pels, Henry (1865–1931), deutscher Unternehmer in der Maschinenbau-Industrie
- Pels, Hermann van (1898–1944), niederländisches Opfer des Holocaust
- Pels, Peter van (1926–1945), deutsches Opfer des NationalsozialismusPeter van Pels (1926–1945)

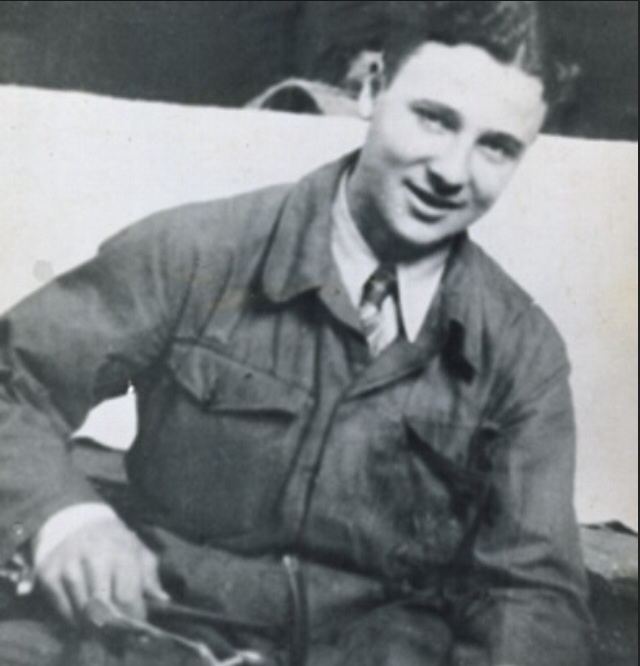
Peter van Pels (1926–1945)

- Pels-Leusden, Hans (1908–1993), deutscher Maler, Galerist und Kunsthändler
- Pelsaert, François (1590–1630), belgischer Kaufmann und Seefahrer
- Pelsche, Wiktorija Robertowna (* 1936), sowjetisch-lettische Bildhauerin und Porzellanbildnerin
- Pelše, Arvīds (1899–1983), sowjetischer lettischer Politiker
- Pelseneer, Paul (1863–1945), belgischer Zoologe
- Pelser, Karl-Heinz (* 1926), deutscher Schauspieler
- Pelser-Berensberg, Otto von (1857–1935), deutsch-niederländischer Unternehmer und Honorarkonsul
- Pelshenke, Paul Friedrich (1905–1985), deutscher Agrarwissenschaftler
- Pelshofer, Johann Georg (1599–1637), deutscher Mediziner
- Pelšs, Kristiāns (1992–2013), lettischer Eishockeyspieler
- Pelster, Franz (1880–1956), Jesuit, katholischer Theologe und Philosoph
- Pelster, Georg (1897–1963), deutscher Politiker (CDU), MdB, MdEP
- Pelster, Josef (1925–2012), deutscher Kreisdirektor und Oberkreisdirektor des Kreises Schleiden und Kreisdirektor des Kreises Euskirchen
- Pelster, Renate (1951–1994), deutsche Schauspielerin
- Pelster, Theodor (1937–2022), deutscher Dozent für Lehrerfortbildungsveranstaltungen und Autor

### Pelt
- Pelt, Abraham van (1815–1895), niederländischer Genre- und Historienmaler, Zeichner und Lithograf
- Pelt, Adriaan (1892–1981), niederländischer Journalist, internationaler Beamter und Diplomat
- Pelt, Anton Friedrich Ludwig (1799–1861), deutscher evangelischer Theologe
- Pelt, Hans († 1530), deutscher Kaufmann, Gewandschneider und Ratsherr
- Pelt, Jean-Baptiste (1863–1937), französischer Geistlicher, Bischof von Metz
- Pelt, Jean-Marie (1933–2015), französischer Pharmakologe, Umweltschützer, Botaniker und Autor
- Pelt, Jeremy (* 1976), US-amerikanischer Jazz-Trompeter und Flügelhornist
- Pelt, Robert Jan van (* 1955), niederländischer Architekturhistoriker
- Pelt, Wouter van (* 1968), niederländischer Hockeyspieler
- Peltán, František (1913–1942), tschechoslowakischer Soldat, Funker und Widerstandskämpfer
- Peltasohn, Martin (1849–1912), deutscher Jurist, MdPrA und Politiker
- Pelte, Karl (1908–1962), deutscher Politiker (CDU), MdL
- Pelte, Reinhard (* 1943), deutscher Meteorologe, Ozeanograf, Sachbuchautor und Kriminalschriftsteller
- Peltenburg, Henri (* 1893), niederländischer Fußballspieler
- Peltesohn, Rose (1913–1998), israelische Mathematikerin
- Peltier de Belfort, Martin († 1769), Ingenieur, herzoglicher Landbaumeister im Fürstentum Braunschweig-Wolfenbüttel
- Peltier, Alain (1948–2005), belgischer Autorennfahrer
- Peltier, Cyrielle (* 1992), französische Squashspielerin
- Peltier, Derek (* 1985), US-amerikanischer Eishockeyspieler
- Peltier, Fanny (* 1997), französische Sprinterin
- Peltier, Gaston (* 1876), französischer Fußballspieler
- Peltier, Guillaume (* 1976), französischer Politiker
- Peltier, Jean (1785–1845), französischer Physiker
- Peltier, Jean-Raymond (* 1957), französischer Ruderer
- Peltier, Lee (* 1986), englischer Fußballspieler
- Peltier, Leonard (* 1944), US-amerikanischer American-Indian-Movement.AktivistLeonard Peltier (* 1944)

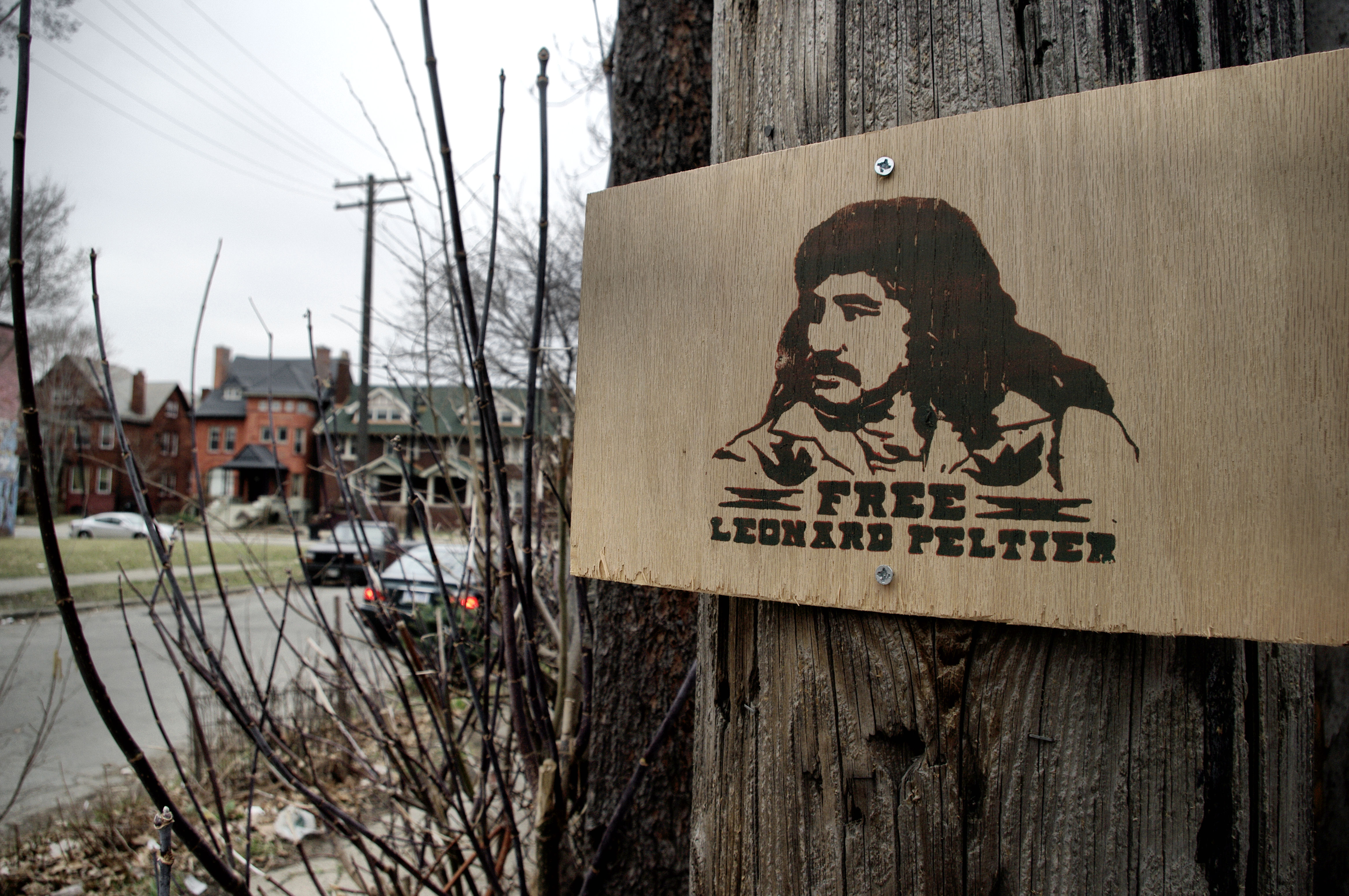
Leonard Peltier (* 1944)

- Peltier, Leslie Copus (1900–1980), US-amerikanischer Astronom
- Peltier, Marcel (* 1945), Schweizer Zeichner und Objektkünstler
- Peltier, Pierre-Jean (* 1984), französischer Ruderer
- Peltier, Richard William (* 1943), kanadischer Geophysiker
- Peltier, Thérèse (1873–1926), französische Bildhauerin und Flugpionierin
- Peltokoski, Tarmo (* 2000), finnischer Dirigent und Pianist
- Peltola, Markku (1956–2007), finnischer Schauspieler und Musiker
- Peltola, Mary (* 1973), US-amerikanische Politikerin der Demokratischen Partei
- Peltola, Olli-Pekka (* 1969), finnischer Biathlet
- Peltola, Sulevi (1946–2025), finnischer Schauspieler
- Pelton, Agnes (1881–1961), US-amerikanische Malerin
- Pelton, Guy R. (1824–1890), US-amerikanischer Jurist und Politiker
- Pelton, Lester (1829–1908), US-amerikanischer Erfinder
- Peltonen, Esa (* 1947), finnischer Eishockeyspieler
- Peltonen, Garrett (* 1981), US-amerikanischer Radrennfahrer
- Peltonen, Heli (* 1977), finnische Skilangläuferin
- Peltonen, Juhani (* 1936), finnischer Fußballspieler
- Peltonen, Mauno, finnischer Biathlet und Biathlontrainer
- Peltonen, Onni (1894–1969), finnischer Politiker (SDP), Mitglied des Reichstags
- Peltonen, Tauno (* 1962), finnischer Pop-Sänger
- Peltonen, Urho (1893–1950), finnischer Speerwerfer
- Peltonen, Ville (* 1973), finnischer Eishockeyspieler und -trainer
- Peltonen-Palotie, Leena (1952–2010), finnische Ärztin und Humangenetikerin
- Peltrasius Maximus, Quintus, römischer Offizier (Kaiserzeit)
- Peltret, Johannes (* 1890), deutscher Sanitätsoffizier, SS-Führer und Ärztefunktionär
- Peltrül Jigme Chökyi Wangpo (1808–1887), tibetischer Buddhist, Lehrer und Autor der Nyingma-Schule
- Peltz, Alexis (1831–1894), sächsischer Rittergutsbesitzer und Parlamentarier
- Peltz, Auguste (1824–1900), Gründerin der Puppenfabrik
- Peltz, Dietrich (1914–2001), deutscher Offizier, zuletzt Generalmajor der Luftwaffe im Zweiten Weltkrieg
- Peltz, Edward (1916–1969), südafrikanischer Boxer
- Peltz, Friedrich (1844–1914), deutscher Architekt und preußischer Baubeamter
- Peltz, Kurt (* 1907), deutscher SA-Führer
- Peltz, Nelson (* 1942), amerikanischer Hedgefonds-Manager
- Peltz, Nicola (* 1995), US-amerikanische SchauspielerinNicola Peltz (* 1995)

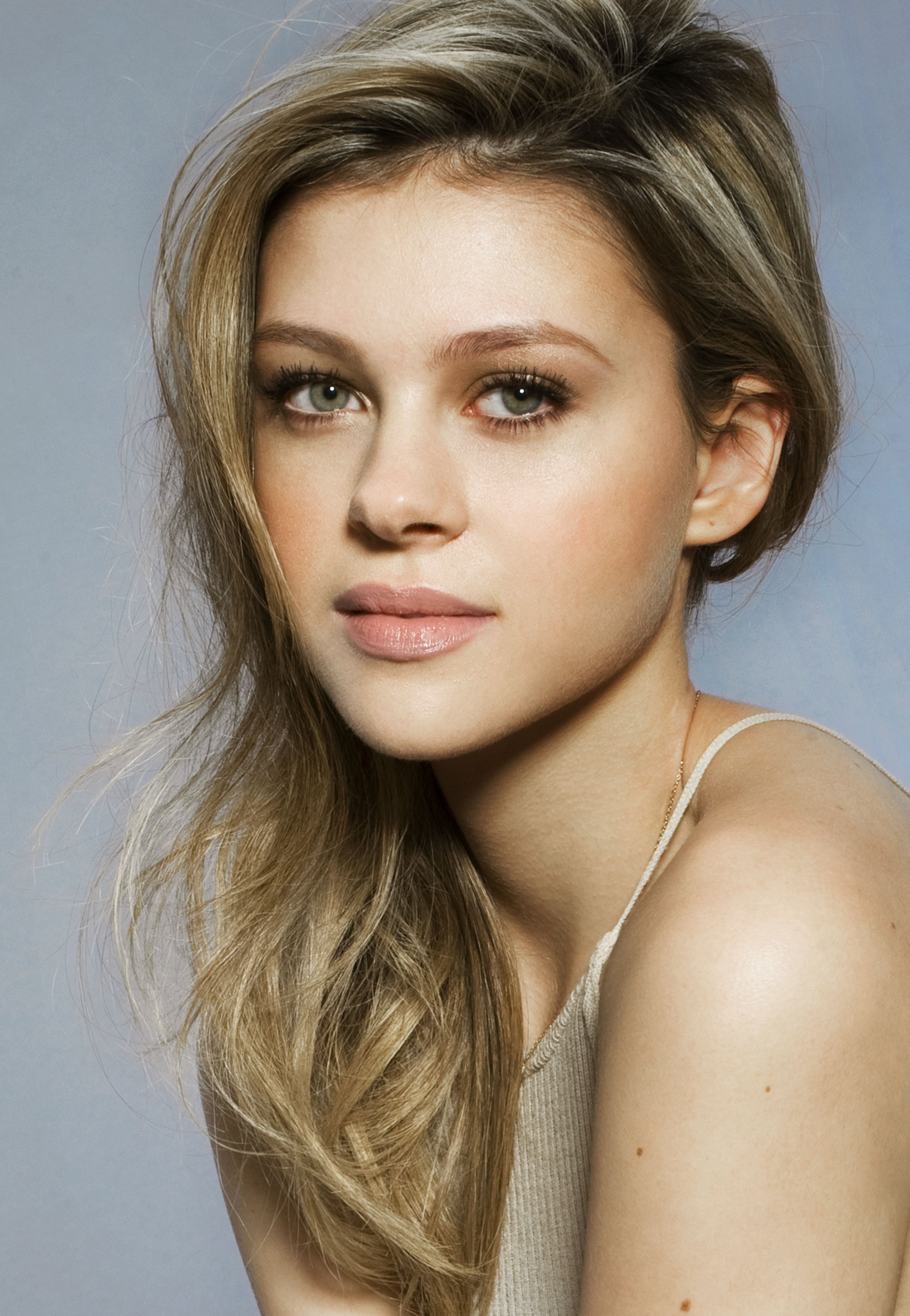
Nicola Peltz (* 1995)

- Peltz, Will (* 1986), US-amerikanischer Schauspieler
- Peltzer, Alfred (1875–1914), deutscher Kunsthistoriker
- Peltzer, Auguste (1831–1893), belgischer Tuchfabrikant und Politiker
- Peltzer, Edmund (1810–1880), deutscher Richter und Politiker
- Peltzer, Édouard (1859–1934), belgischer Tuchfabrikant und Politiker
- Peltzer, Ernesto (1901–1975), deutsch-venezolanischer Ökonom und Hochschullehrer
- Peltzer, Friedrich Karl (1903–1981), deutscher Unternehmer
- Peltzer, Gisela (* 1926), deutsche Schauspielerin
- Peltzer, Herman (1887–1957), niederländischer Fußballspieler
- Peltzer, Jörg (* 1975), deutscher Historiker
- Peltzer, Laurenz (1602–1662), Generalvikar in Köln
- Peltzer, Marco (1909–1983), belgischer Eishockeyspieler
- Peltzer, Mathias (* 1508), Bürgermeister von Aachen, Erster Messingfabrikant der Familie, Vertreter der protestantischen Minderheit in Aachen
- Peltzer, Napoléon (1802–1889), deutsch-russischer Tuchfabrikant
- Peltzer, Otto (1900–1970), deutscher Leichtathlet, Journalist, Lehrer und TrainerOtto Peltzer (1900–1970)

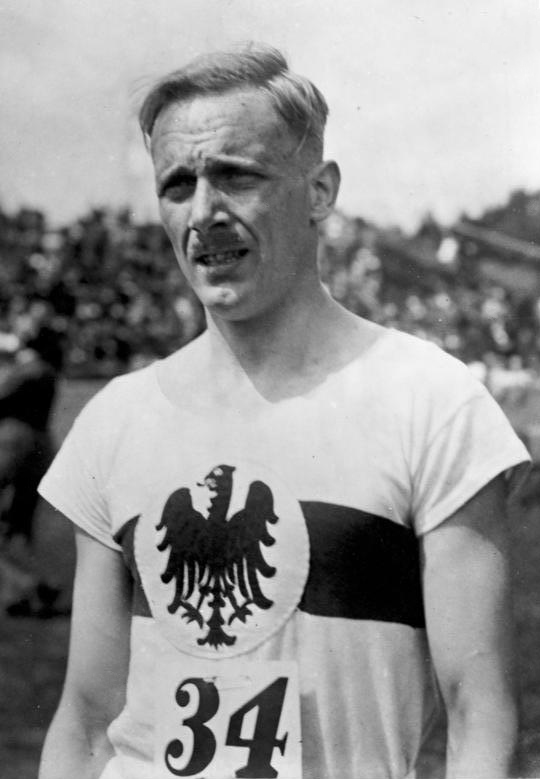
Otto Peltzer (1900–1970)

- Peltzer, Paul Nicolas Édouard (1829–1903), belgischer Tuchfabrikant und Politiker
- Peltzer, Richard F. (1872–1926), belgisch-deutscher Unternehmer und Reeder in Hamburg und Antwerpen, beteiligt an der Niederschlagung der Aufstände in Deutsch-Südwestafrika
- Peltzer, Robert von (1846–1940), deutsch-estnischer Textilfabrikant, Mitbegründer des Weinheimer Senioren-Convents
- Peltzer, Rudolf Arthur (1873–1955), deutscher Kunsthistoriker
- Peltzer, Tatjana Iwanowna (1904–1992), russische bzw. sowjetische Schauspielerin
- Peltzer, Ulrich (* 1956), deutscher SchriftstellerUlrich Peltzer (* 1956)

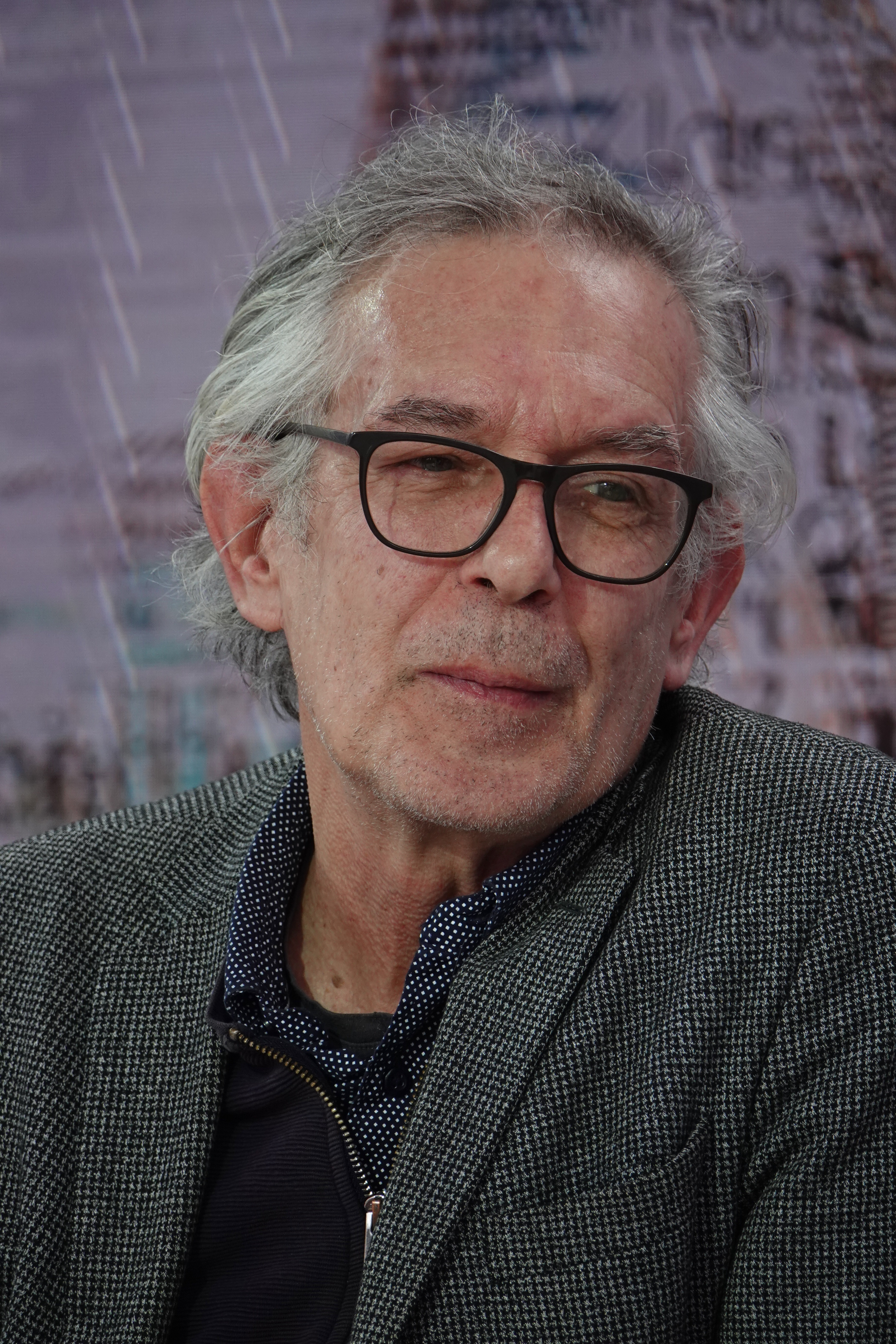
Ulrich Peltzer (* 1956)

- Peltzer, Wilhelm (1802–1864), Hamburger Kaufmann
- Peltzman, Samuel (* 1940), US-amerikanischer Wirtschaftswissenschaftler und Hochschullehrer
- Peltzmann, Anton (1920–2000), österreichischer Kunstschmied und Politiker (ÖVP), Landesrat (Steiermark), Landtagsabgeordneter der Steiermark

### Pelu
- Pelù, Piero (* 1962), italienischer Rockmusiker
- Pelucchi, Matteo (* 1989), italienischer Radrennfahrer
- Peluce, Meeno (* 1970), US-amerikanischer Schauspieler und Fotograf
- Peluffo, Ana Luisa (* 1929), mexikanische Schauspielerin
- Pelupessy, Joey (* 1993), niederländischer Fußballspieler
- Pelupessy, Pierre (* 1965), niederländischer Badmintonspieler
- Pelushi, Joan (* 1956), albanischer orthodoxer Kirchenführer
- Pelushi, Rei (* 1996), albanischer Tennisspieler
- Peluso, Anthony (* 1989), kanadischer Eishockeyspieler
- Peluso, Chris (1983–2023), US-amerikanischer Schauspieler und Sänger
- Peluso, Federico (* 1984), italienischer Fußballspieler
- Peluso, Fotinì (* 1999), italienische Schauspielerin
- Peluso, Luís Gonzaga (1907–1993), brasilianischer Geistlicher, römisch-katholischer Bischof von Cachoeiro de Itapemirim
- Peluso, Mike (* 1965), US-amerikanischer Eishockeyspieler
- Peluso, Mike (* 1974), US-amerikanischer Eishockeyspieler
- Peluso, Nathy (* 1995), spanische Rapperin und SängerinNathy Peluso (* 1995)

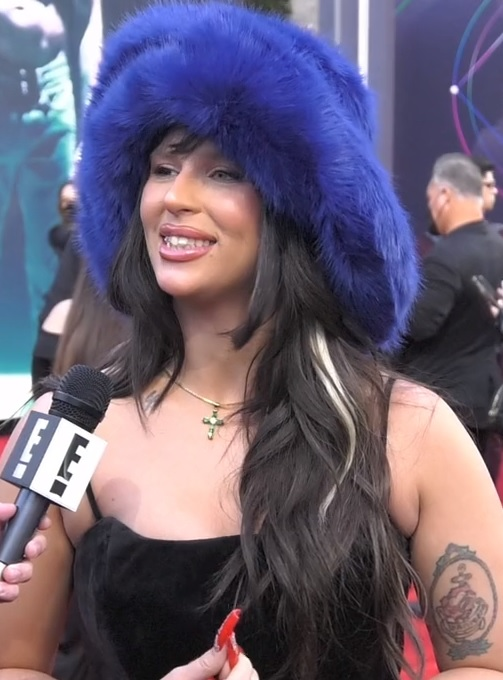
Nathy Peluso (* 1995)

- Pelusso, Gerardo (* 1954), uruguayischer Fußballtrainer

### Pelv
- Pelvássy, Ferenc (1910–1980), ungarischer Radrennfahrer
- Pelvi, Vincenzo (* 1948), italienischer Geistlicher, emeritierter römisch-katholischer Erzbischof von Foggia-Bovino

### Pely
- Pelyhe, Daniel (* 1985), ungarischer Militärsportler
- Pelyk, Mike (* 1947), kanadischer Eishockeyspieler

### Pelz
- Pelz von Felinau, Josef (1895–1978), österreichischer Schriftsteller und Schauspieler
- Pelz, Alexander (* 1953), deutscher Schauspieler, Synchronsprecher und Regisseur
- Pelz, Amand (1812–1841), deutscher Porträt- und Landschaftsmaler der Düsseldorfer Schule
- Pelz, Bettina (* 1963), deutsche Kuratorin
- Pelz, Eduard (1800–1876), deutscher Buchhändler, Verleger, Politiker, Publizist, Schriftsteller und 1848 Mitglied des Frankfurter Vorparlaments
- Pelz, Gerd (* 1958), deutscher Fußballspieler
- Pelz, Heinz (* 1959), deutscher Maler
- Pelz, Jan-Hendrik (* 1984), deutscher Künstler und Maler
- Pelz, Marcus (* 1966), deutscher Opernsänger (Bassbariton)
- Pelz, Monika (* 1944), österreichische Journalistin und Schriftstellerin
- Pelz, Peter (* 1967), deutscher Maschinenbauingenieur
- Pelz, Petra (* 1961), deutsche Landschaftsarchitektin und Pflanzenverwenderin
- Pelz, Siegfried (1848–1936), deutscher Mediziner
- Pelzang, Nawang-Dash (* 1951), bhutanischer Bogenschütze
- Pelzel, Franz Martin (1734–1801), böhmischer Historiker und Slawist
- Pelzel, Josef Bernhard (1745–1804), österreichischer Schriftsteller und Beamter
- Pelzel, Michael (* 1978), Schweizer Komponist
- Pelzelmayer, Otto (1914–1999), österreichischer Politiker (ÖVP), Wiener Stadtrat
- Pelzeln, August von (1825–1891), österreichischer Ornithologe
- Pelzeln, Fanny von (1826–1904), österreichische Schriftstellerin
- Pelzeln, Marie von (1830–1894), österreichische Schriftstellerin
- Pelzer, Arnold Edmund (1801–1874), Oberbürgermeister der Stadt Aachen, Abgeordneter der Deutschen Fortschrittspartei im Preußischen Abgeordnetenhaus
- Pelzer, Auguste (1876–1958), deutscher Theologe, Mediävist und Bibliothekar im Vatikan
- Pelzer, Chris, US-amerikanischer Filmproduzent, Filmregisseur und Autor
- Pelzer, Dagmar (* 1952), deutsche Politikerin (Bündnis 90/Die Grünen), MdHB
- Pelzer, Dave (* 1960), US-amerikanischer Autor und Kämpfer für KinderrechteDave Pelzer (* 1960)

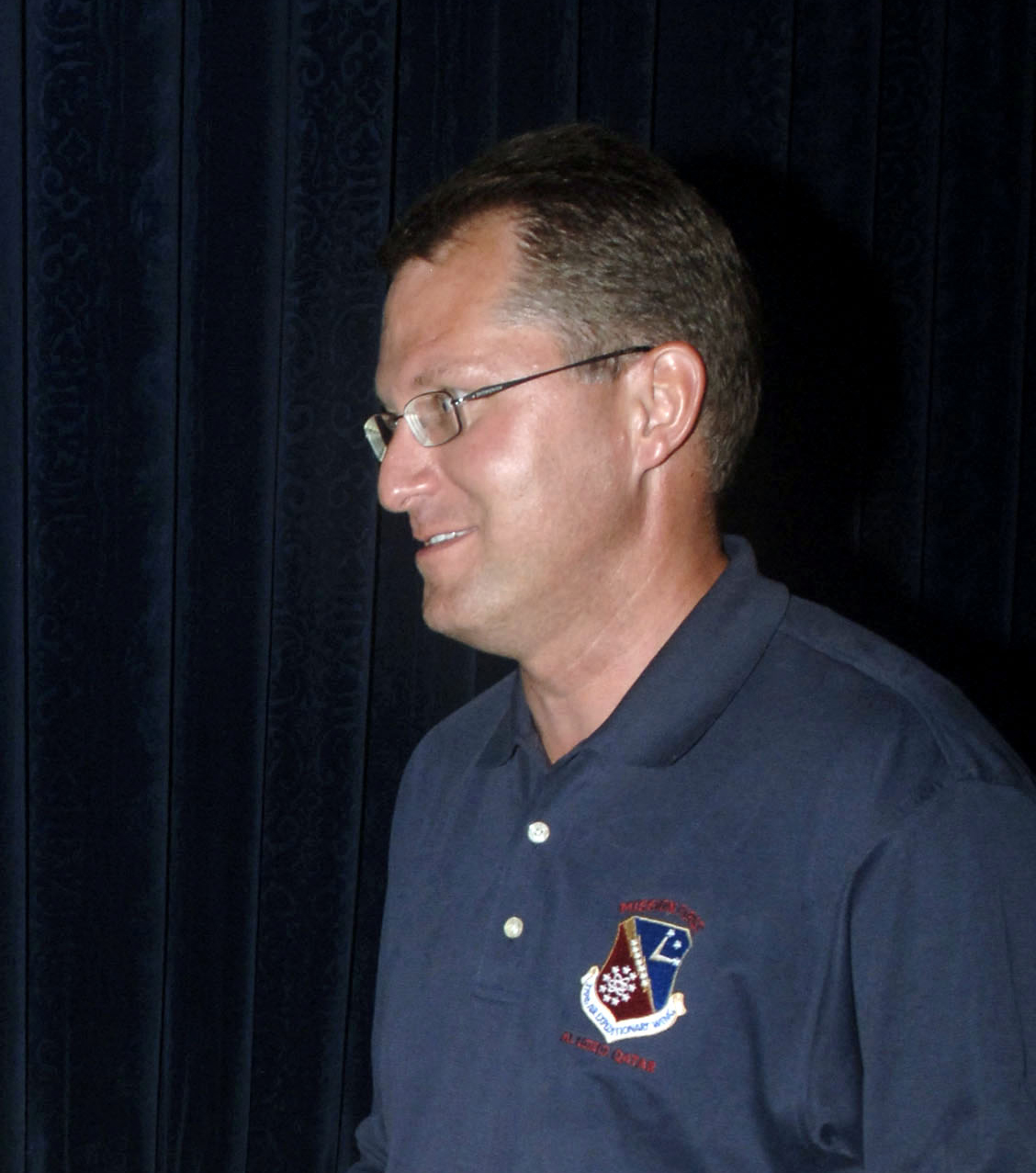
Dave Pelzer (* 1960)

- Pelzer, Erich (* 1950), deutscher Historiker
- Pelzer, Ferdinand (1801–1861), deutscher Gitarrist und Musikpädagoge
- Pelzer, Franz, deutscher Architekt und Kirchenbaumeister
- Pelzer, Georg (* 1985), deutscher Filmregisseur, Drehbuchautor und Filmproduzent
- Pelzer, Hans (1936–2006), deutscher Geodät und Hochschullehrer
- Pelzer, Helmut (1927–2017), deutscher Pharmakologe und Sozialökonom
- Pelzer, Herbert (* 1956), deutscher Autor und Heimatforscher
- Pelzer, Horst (* 1962), deutscher Basketballschiedsrichter
- Pelzer, Jacques (1924–1994), belgischer Jazz-Saxophonist
- Pelzer, Jürgen (* 1949), deutscher Literatur- und Kulturwissenschaftler
- Pelzer, Ludwig (1835–1915), deutscher Politiker (Zentrum), Oberbürgermeister (Aachen), MdR
- Pelzer, Manfred (* 1935), deutscher Basketballfunktionär
- Pelzer, Matthias Goswin (1754–1814), Syndikus von Aachen und Präsident des Kantons Aix-la-Chapelle
- Pelzer, Micheline (1950–2014), belgische Jazzmusikerin (Schlagzeug, auch Gesang, Komposition)
- Pelzer, Nina Wassiljewna (1908–1994), sowjetische Schauspielerin, Tänzerin und Ballettlehrerin
- Pelzer, Sebastian (* 1980), deutscher FußballspielerSebastian Pelzer (* 1980)

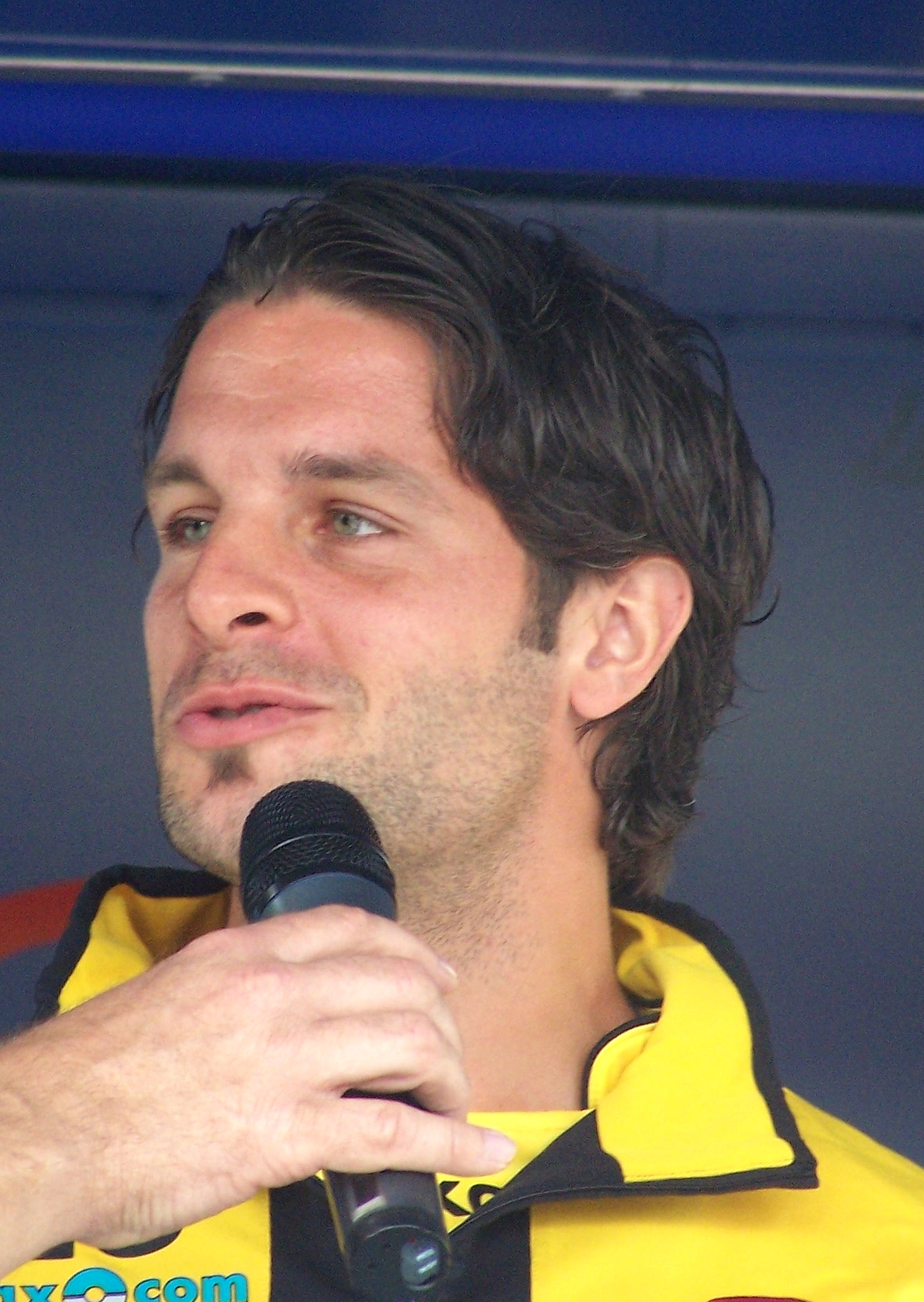
Sebastian Pelzer (* 1980)

- Pelzer, Wilhelm († 1669), Bürgermeister von Melle
- Pelzer, Wilhelm (1895–1948), deutscher Politiker (NSDAP)
- Pelzer, Wolfgang (1951–2013), deutscher Autor und Erzieher
- Pelzl, Gerhard (* 1939), deutscher Chemiker, Hochschullehrer, Basketballspieler
- Pelzl, Gisela (1939–2020), deutsche Basketballspielerin
- Pelzl, Martin, deutscher Basketballspieler
- Pelzmann, Alois (1894–1942), österreichischer Arbeiter und Opfer der politischen Justiz des Nationalsozialismus
- Pelzmann, Linda (* 1945), österreichische Wirtschaftspsychologin und Hochschullehrerin
- Pelzmann, Sabine (* 1966), österreichische Autorin und Unternehmensberaterin